# استون‌هنج
استون‌هنج یادمانی پیشاتاریخی در دشت سالزبری ویلتشر در جنوب انگلستان است. این اثر، بازماندهٔ دوران نوسنگی و عصر برنز است و شامل حلقه‌ای از سنگ‌افراشت‌های سارسِنی است که به دور مجموعه‌ای نعل‌اسبی، مرکب از پنج سه‌سنگ سارسِنیِ برش‌خورده، قرار گرفته‌اند.
روی سنگ‌افراشت‌ها سنگ‌هایی افقی جای داشت که با اتصال کام و زبانه به یکدیگر محکم شده بود و در ارتفاع شش‌متری تشکیل حلقه‌ای پیوسته داده بود.
میان سنگ‌های سارسِن، مجموعه‌هایی از سنگ‌های کبود قرار دارد که تنها در تپه‌های پرسلی ولز (در ۲۵۰ کیلومتری غرب استون‌هنج) یافت می‌شود.
سنگ‌های استون‌هنج در ساختاری خاکی جای دارند که دربرگیرندهٔ شیاری دایره‌ای به قطر حدوداً صدمتر و حلقه گودال‌هایی نسبتاً هم‌مرکز است.
بنابر شواهد باستان‌شناختی، دشت سالزبری پیش از برپایی استون‌هنج هم منطقه‌ای با اهمیت آیینی بوده‌است. بااین‌حال پژوهشگران دربارهٔ کاربرد استون‌هنج اجماعی ندارند و هنوز دربارهٔ آن نظریه‌هایی نو عرضه می‌کنند. در قرون وسطی، افسانه‌هایی رایج بود که استون‌هنج را با مرلین و اسطورهٔ شاه آرتور مرتبط می‌ساخت و تا برآمدن رنسانس محبوب ماند. در سده‌های جدید، عتیقه‌شناسان استون‌هنج را معبدی مربوط به دروئیدها می‌دانستند که در میان بومی‌های بریتانیایی پیشه‌ورانی والاتبار بودند. اما امروزه باستان‌شناسان عمر استون‌هنج را دست‌کم دوهزار سال قدیمی‌تر از دروئیدها می‌دانند و هرگونه مناسبت بین دروئیدها و استون‌هنج را رد می‌کنند. بااین‌همه نام استون‌هنج سده‌ها به اشتباه با دروئیدها گره خورده و باعث شده که امروزه دروئیدگرایان استون‌هنج را پرستشگاه خود بدانند.
برخی ستاره‌شناسان هم بر این باورند که استون‌هنج در گذشته یک رصدخانه یا تقویم پیچیده بوده‌است و سازندگان استون‌هنج دانسته‌های ریاضیاتی لازم برای پیش‌بینی رویدادهای آسمانی را به‌دست آورده بودند. تفسیرهای ستاره‌شناسانه از استون‌هنج با وجود بی‌دقتی‌هایی که دارند همچنان محبوب اند.
به باور باستان‌شناسان، استون‌هنج طی چهارده–پانزده سده برپا شده و هفتاد نسل در ساخت آن کوشیده‌اند. آن‌ها این روند طولانی و پیچیده را به سه مرحله تقسیم می‌کنند:
1. «استون‌هنجِ یک»، شامل ایجاد شیاری دایره ای به قطر نزدیک به ۱۰۰ متر و استقرار سنگ هیل و سنگ‌های جلوس (حدود ۳۱۰۰ پ. م)؛
2. «استون‌هنج دو»، شامل سرشتن دو حلقه از سنگ‌های کبود ساخت دو شیار کشیده موسوم به کورسوس، و احتمالاً برپایی سازه‌هایی چوبی درون شیار مدور (حدود ۲۶۴۰ تا ۲۴۸۰ پ. م)؛
3. «استون‌هنج سه»، ایجاد سه‌سنگ‌های سارسِنی (۲۴۷۰ تا ۲۲۸۰ پ. م).

این مراحل در دورهٔ پیشاتاریخی موسوم به نوسنگی وقوع یافت. بعدها، در حدود سال ۱۵۰۰ پ.م. (در عصر برنز)، دو حلقه گودال به دور سه‌سنگ‌های سارسنی حفر شد که امروزه به گودال‌های ایگرگ و زد معروف است و هدف از حفر آنان معلوم نیست.
با ظهور عصر آهن در جزیرهٔ بریتانیا و فروپاشی آیین‌های اجتماعی پیشین، استون‌هنج به دست فراموشی سپرده شد و رو به ویرانی نهاد. بسیاری از سنگ‌های کبود و سارسِن استون‌هنج را هم، عمدتاً در دوره‌های رومی و قرون وسطایی انگلستان، سرنگون کرده، شکسته، یا برده‌اند. استون‌هنج امروزی تا حد زیادی محصول بازسازی آن در سده بیستم است.
بااین‌حال در سده نوزدهم و اوایل سده بیستم تلاش‌ها برای محافظت از استون‌هنج و مطالعهٔ آن با مقاومت مالکان حریم استون‌هنج روبرو شده بود. این تلاش‌ها در نهایت در سال ۱۹۱۸ به ثمر نشست و دولت بریتانیا استون‌هنج را تصاحب کرد. همچنین در سال ۱۹۸۶ یونسکو استون‌هنج و محوطهٔ اطرافش را به فهرست میراث جهانیش افزود.
امروزه استون‌هنج یکی از شناخته‌شده‌ترین سازه‌های پیشاتاریخی جهان و پذیرای سالانه بیش از یک میلیون گردشگر است.

## حدود جغرافیایی و تاریخی
استون‌هنج در ۳٫۲ کیلومتری غرب ایمزبری و ۱۳ کیلومتری شمال سالزبری در دشت سالزبری ویلتشر در جنوب انگلستان جای دارد. محوطهٔ امروزیش مثلثی است به مساحت ۴۶٫۹ هکتار که از دو طرف با جاده‌های اصلی A303 و A344 و از طرف دیگر با راه لارکهیل محصور است.
دشت سالزبری از ۷۰۰۰ پ.م. سکنه داشته و از هزار سال پیش از ساخته‌شدن استون‌هنج هم منطقه‌ای با اهمیت آیینی بوده‌است.
محوطهٔ استون‌هنج، که شیب ملایمی از شمال به شرق دارد، نه مکانی برجسته است و نه جایی است که ساخت‌وساز روی آن آسان باشد. ازین‌رو انتخاب آن برای ساخت استون‌هنج دلیل عملکردی ندارد، و باور باستان‌شناسان مبنی بر مهم و معنی‌دار بودن محوطه پیش از استون‌هنج را تقویت می‌کند.
بین ۸۵۰۰ (پ.م) تا ۶۷۰۰ (پ.م)، به روزگار میان‌سنگی، ستون‌هایی چوبی در این دشت افراشته شده بودند که احتمالاً کاربرد آیینی داشته‌اند.
در شعاع پنج کیلومتری از استون‌هنج، حدود ۱۷ گورپشتهٔ کشیده قرار گرفته‌اند که زمانی گورهای دسته‌جمعی بوده‌اند. نمای این تپه‌ها با گچ اندود شده بوده‌است. در اواخر دوران نوسنگی، هر کدام از آن‌ها هزار سال قدمت داشتند و هم‌زمان با آغاز ساخت استون‌هنج از رونق افتاده‌اند.
مردمانی که در اواخر عصر نوسنگی در دشت سالزبری می‌زیسته‌اند را می‌توان کشاورز و یکجانشین دانست. قامت آن‌ها از اهالی امروزی بریتانیا کوتاه‌تر بوده‌است و نیز عمری کوتاه‌تر داشته‌اند. گاو، خوک و سگ اهلی می‌کردند، غلات می‌کاشتند، و سفال و پیکان چخماقی می‌ساختند. به‌طور کلی می‌توان مردمان و یادمان‌های جنوب انگلستان را با افق اروپای شمال‌غربی دوران نوسنگی (معروف به «قلمرو اطلس») مرتبط دانست؛ بااین‌حال جریان‌های متقاطع تأثیرات فرهنگی بین مردمان دشت سالزبری و دیگر مردمان این افق (مانند فرهنگ‌های برپاکنندهٔ خرسنگ‌های کارناک در برتانی فرانسه و سکارا برای در اورکنی اسکاتلند) به‌غایت محل مناقشه است.

## ساختمان استون‌هنج
استون‌هنج دربردارندهٔ مجموعه‌هایی حلقه‌ای و نعل‌اسبی از سنگ‌های سارسنی و کبود است که داخل ساختاری خاکی شامل شیاری مدور و حلقه‌گودال‌هایی نسبتاً هم‌مرکز جای دارند.

### ساختار خاکی
- شیار دایره‌ای: محوطهٔ استون‌هنج با شیاری دایره‌ای به قطر ۹۷٫۵۰ مشخص می‌شود که خاک آن را در دو کرانهٔ داخلی و خارجی‌اش انباشته‌اند. این دایره در شمال شرقی منقطع شده تا ورودی وسیعی را مشخص کند و انقطاع کوچکی نیز در جهت جنوب دارد.[۷]
- «گورپشته»های شمالی و جنوبی: در حدود شمالی و جنوبی شیارِ دایره‌ای، دو گودی گرد قرار داشته که عتیقه‌شناسان از آن‌ها با عنوان «گورپشته» یاد می‌کردند، اما هیچ‌کدام گورپشته نیستند. هاولی در سال ۱۹۲۸ از آنها با عنوان «گورپشته‌های کذایی»[ت] نام می‌برد. هدف و تاریخ حفر این «گورپشته»ها معلوم نیست ولی از خاک انباشته‌شده در محیط «گورپشتهٔ» شمالی اینگونه به نظر می‌رسد که اینها پیش از شیار دایره‌ای محیطی حفر شده بودند. همچنین کف «گورپشتهٔ» جنوبی با گچ، اندود شده بوده‌است.[۸]
- گودال‌های اوبری:[ث] حلقه‌ای از ۵۶ گودال، که در فاصلهٔ حدوداً ۵ متری در کرانهٔ داخلی شیار دایره‌ای قرار دارند. گودال‌های اوبری احتمالاً برای برپا کردن ستون‌های چوبی حفر شده بودند. امروزه ۳۲ تا از این گودال‌ها کاوش شده‌است.[۹]

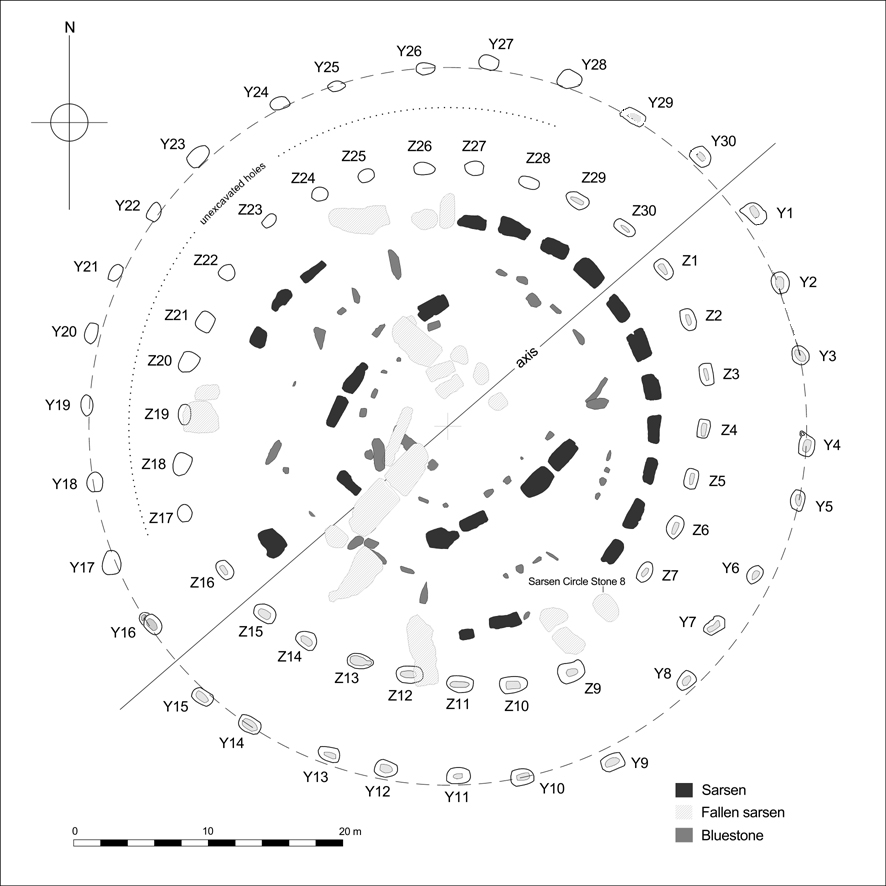
نقشه و شماره‌گذاری حلقه‌های ایگرگ و زِد در رابطه با سه‌سنگ‌های سارسنی اصلی استون‌هنج

- گودال‌های ایگرگ و زد: دو حلقهٔ (نسبتاً) هم‌مرکز که به دور حلقهٔ سه‌سنگ‌های سارسنی حفر شده‌اند. حلقهٔ بیرونی (ایگرگ) شامل ۳۰ گودال و حلقهٔ درونی (زِد) شامل ۲۹ گودال است. قطر حلقهٔ ایگرگ ۵۴ متر و حلقهٔ زد ۳۹ متر است. حلقهٔ ایگرگ اندکی پیش از حلقهٔ زد حفر شده. میانگین ابعاد گودال‌ها ۱٫۷ متر × ۱٫۱۴ متر در بالا و ۱ متر × ۰٫۵ متر در کف است. در این گودال‌ها هرگز ستونی گذارده نشده و اثری از خاکستر هم در آن‌ها یافت نمی‌شود.[۱۰] هدف از حفر این گودال‌ها نیز معلوم نیست.[۱۱] امروزه ۱۸ تا از حلقه‌های ایگرگ و ۱۶ تا از گودال‌های زد کاوش شده‌اند.[۱۲]

### ساختار سنگی

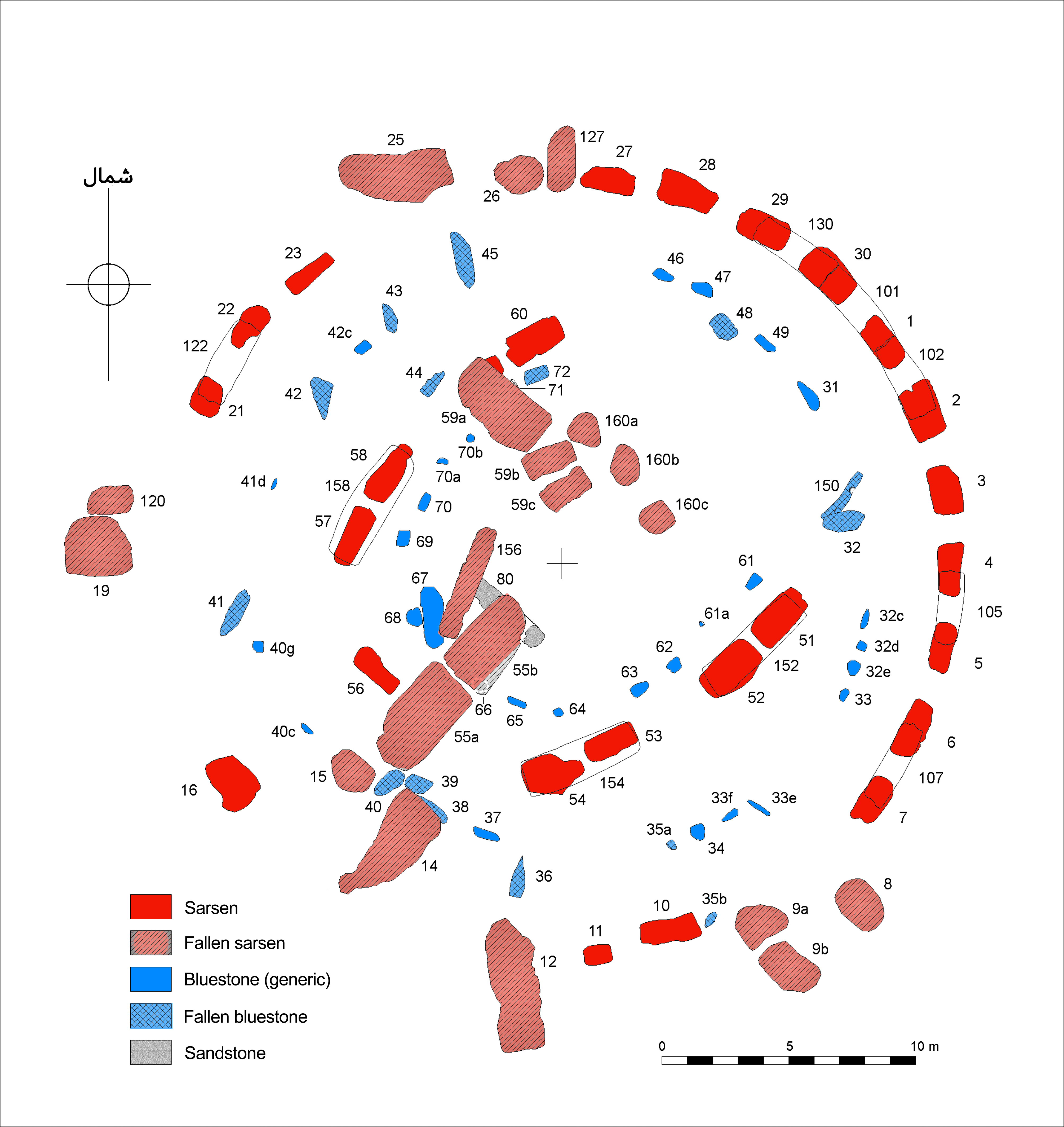
وضع کنونی و شماره‌گذاری سنگ‌های حلقه‌های مرکزی و مجموعه‌های نعل‌اسبی در استون‌هنج.
سنگ‌های سارسن ایستاده
سنگ‌های سارسن افتاده
سنگ‌های کبود ایستاده
سنگ‌های کبود افتاده

امروزه ۹۳ سنگ یا قطعه‌سنگ را در استون‌هنج می‌توان دید که هر کدام با شماره‌ای مشخص می‌شوند.
- سنگ‌های سارسنی: به نظر می‌رسد حلقهٔ بیرونی سارسنی قرار بوده مجموعه‌ای از ۳۰ سنگ سارسِنی برش‌خوردهٔ ایستاده (ستون) و ۳۰ سنگ افقی (تیر) باشد که حلقه‌ای پیوسته را در ارتفاع شش‌متری از سطح زمین تشکیل می‌داده‌ند. از این تعداد ۱۷ ستون و شش تیر باقی مانده‌است. داخل حلقهٔ سارسنی بیرونی، پنج سه‌سنگ منفصل به شکل نعل‌اسبی (دو تا در طرفین و یکی، که موسوم به «سه‌سنگ بزرگ» است در انتها) قرار می‌گرفته‌اند. امروزه تنها سه‌تا از این سه‌سنگ‌ها مانده، از «سه‌سنگ بزرگ» تنها یک ستون (سنگ شمارهٔ ۵۶) برپاست و ستون دیگر و تیر آن در همان نزدیکی افتاده‌اند.[۱۳][۱۴] بااین‌حساب اگر کار ساخت استون‌هنج به پایان رسیده باشد حلقهٔ سارسنی و مجموعهٔ نعل‌اسبی شامل ۷۵ خرسنگ سارسنی بوده. در شمال شرقی محوطه و در ۷۶ متری از مرکز حلقهٔ سارسنی، سنگ هیل (سنگ شمارهٔ ۹۶) قرار دارد و ممکن است در مجاورت آن سنگ دیگری بوده باشد.[۱۳][۱۵] بین حلقهٔ سارسنی و سنگ‌هیل، خرسنگ افتاده‌ای (سنگ شمارهٔ ۹۵) هست که (به غلط) به سنگ کشتار معروف است و ۴٫۹ متر طول دارد.[۱۵] در چهار گوشهٔ مستطیلی محاط در شیار بیرونی، چهار سنگ جلوس قرار گرفته‌اند که دو تای آن‌ها (سنگ‌های شمارهٔ ۹۳ و ۹۱) تا به امروز مانده‌اند. از روی گودال‌ها حدس زده می‌شود که ۵–۱۰ سنگ سارسِن دیگر نیز در استون‌هنج بوده‌اند که امروزه اثری از آن‌ها نیست.[۱۴]
- سنگ‌های کبود: حلقه‌ای از سنگ‌های کبود بین حلقهٔ سارسنی بیرونی و مجموعهٔ نعل‌اسبی قرار می‌گرفته. همچنین در داخل مجموعهٔ نعل‌اسبی سارسنی، مجموعه‌ای نعل‌اسبی از سنگ‌های کبود قرار داشته که از سنگ‌های کبودِ حلقهٔ بیرونی برش‌خورده‌تر بوده‌اند و از سمت باز به سمت بستهٔ نعل‌اسب بلندتر می‌شده‌اند. تخمین زده می‌شود در کل ۸۰ سنگ کبود در استون‌هنج بوده‌است که امروز ۲۹ تای آن‌ها را می‌توان دید.[۱۳]
- ماسه‌سنگ: سنگ شمارهٔ ۸۰ (سنگ برواره) ماسه‌سنگی است بنفش و سبز که در میانهٔ مجموعهٔ نعل‌اسبی قرار گرفته و اصالت آن معلوم نیست.[۱۴] سنگ شمارهٔ ۵۵ (یک خرسنگ سارسِنی) قبلاً روی آن سقوط کرده بوده و در سال ۱۹۰۱ سرپا شده‌است.

## روند ساخت استون‌هنج
استون‌هنج در گذر چهارده-پانزده سده برپا شده‌است و هفتاد نسل در ساختن آن کوشیده‌اند. باستان‌شناسان روند مدید و پیچیدهٔ برپایی آن را به سه مرحله تقسیم می‌کنند: استون‌هنج یک (۳۱۰۰ پ. م)، استون‌هنج دو (۲۶۴۰ تا ۲۴۸۰ پ. م)، و استون‌هنج سه (۲۴۷۰ تا ۲۲۸۰ پ. م).

### استون‌هنج یک

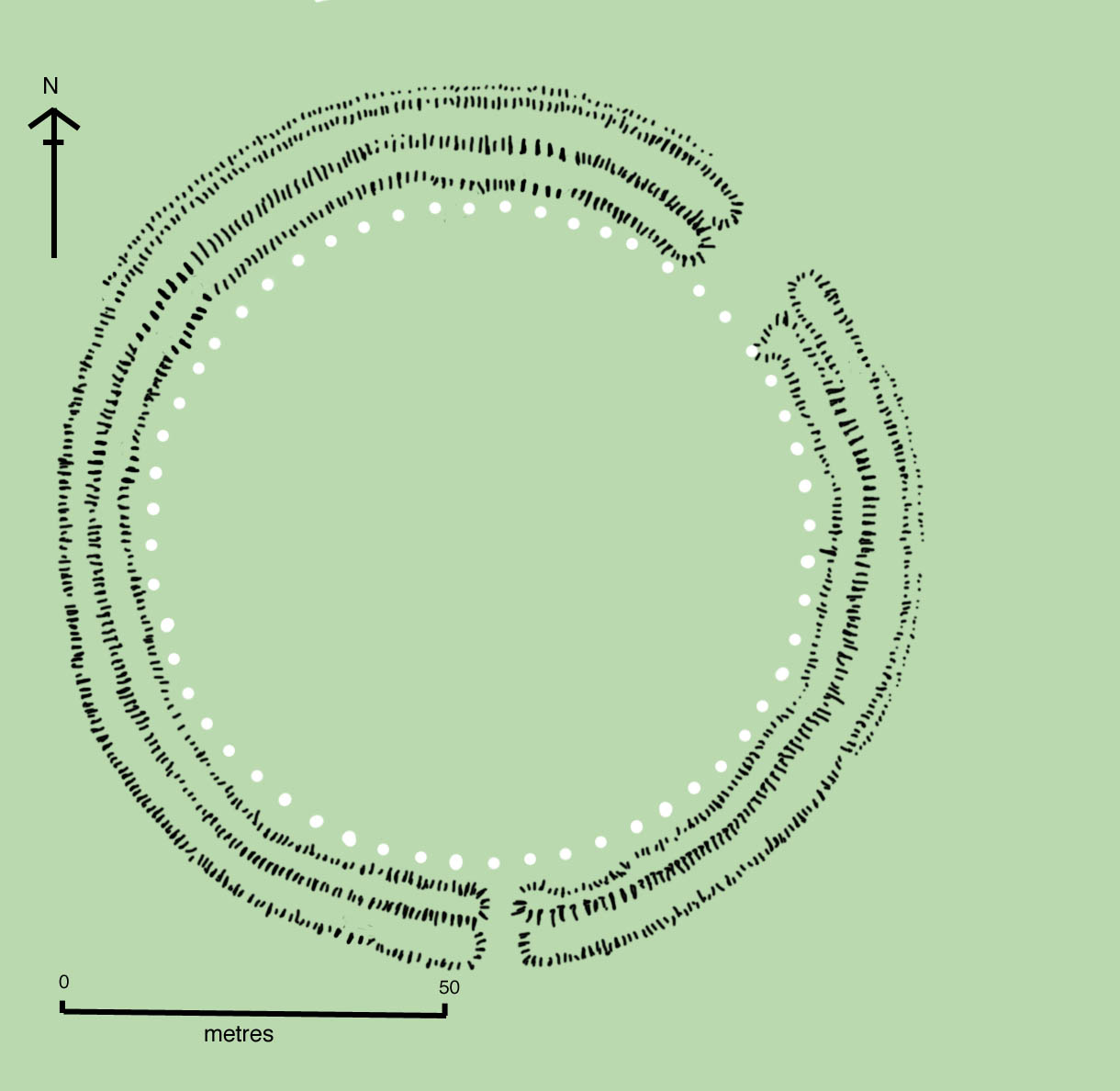
شیار دایره‌ای و گودال‌های اوبری

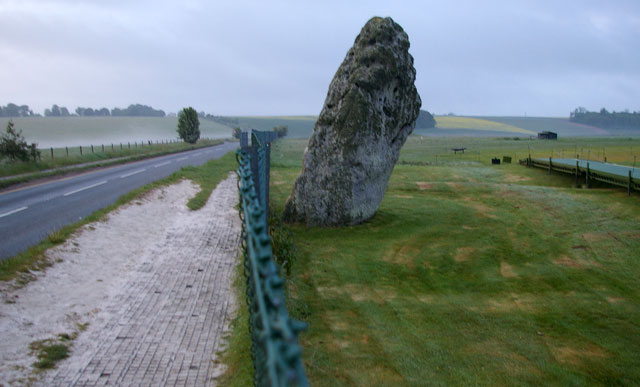
سنگ هیل در سال ۲۰۰۹

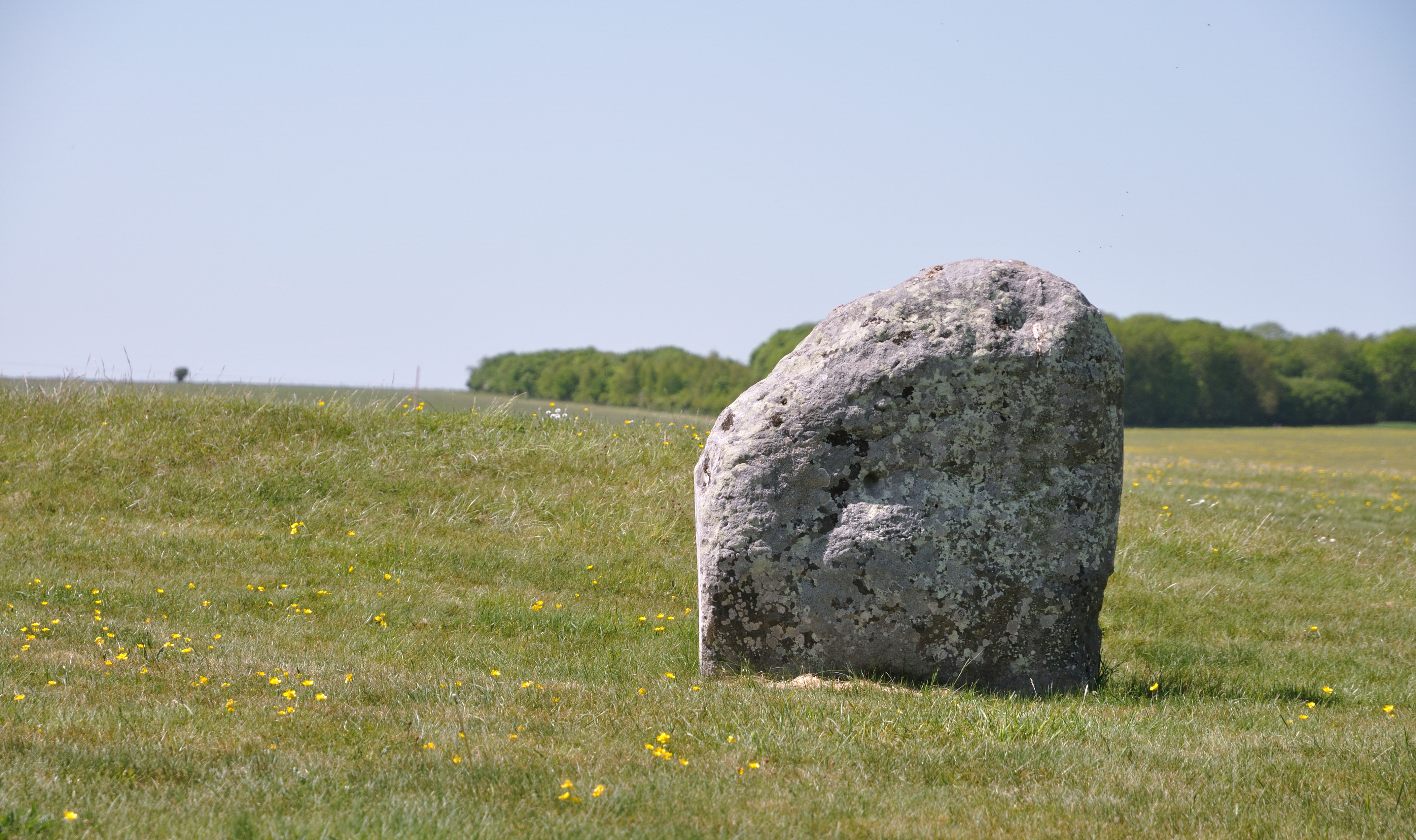
یکی از سنگ‌های جلوس

استون‌هنج یک، که امروزه به‌زحمت قابل تشخیص است حدود ۳۱۰۰ پ.م. ساخته شد. این تاریخ یکی از معدود معلوماتی دربارهٔ استون‌هنج است که باستان‌شناسان بر آن اجماع دارند.
در آغاز شیاری دایره‌ای به قطر ۹۷٫۵۰ متر در زمین ایجاد شد که در ساخت‌وسازهای بعدی دست‌نخورده ماند.
این دایره را با پرگاری بزرگ کشیده‌اند، که احتمالاً طنابی از جنس پوست گاو و متصل به شاخه‌ای چوبی در مرکز دایره بوده‌است. سازندگانِ شیار محیطِ دایره را با گچ مشخص کردند، آن را با ابزارهای چخماقی و شاخ گوزن یا گاو کندند، و خاک را در دو کنارهٔ آن گردآوردند. در کف این شیار نیز شاخ‌های گوزن و گاو و ابزارهای چخماقی — قدیمی‌تر و صیقلی‌تر از ابزارهایی که برای کندن به‌کار رفته — قرار داشته‌است.
شیار دایره‌ای پیوسته‌است و تنها در یک جا (در شمال شرقی محوطه) قطع می‌شود. دو خرسنگ کوچک در دو سوی این انقطاع، ورودی استون‌هنج را تعریف می‌کنند.
چند متر بیرون از ورودی، تک‌سنگ برجسته و خاکستری رنگی از جنس سارسن افراشته شده‌است که به سنگ هیل معروف است.
در سده هجدهم میلادی کشف شد که اگر کسی در بامداد انقلاب تابستانی در مرکز شیار دایره‌ای بایستد و به سوی سنگ هیل نگاه کند، طلوع خورشید را مماس بر وجه چپ این حجم خواهد دید. مایک پیتس حدس می‌زند سنگ دیگری مشابه و در مجاورت سنگ هیل قرار داشته و طلوع خورشید در انقلاب تابستانی از میان این دو سنگ مشاهده می‌شده‌است. در گوشه‌های مستطیلی عمود بر محور طلوع خورشید نیز چهار سنگ قرار داده شده‌است که با عنوان سنگ‌های جلوس شناخته می‌شوند. امروزه دو تا از این چهار سنگ باقی مانده‌است. نظریات متعددی در مورد علت وجود سنگ‌های جلوس هست (از جمله اینکه این سنگ‌ها منطبق با تصویر صورت فلکی شکارچی جای گرفته‌اند)، ولی دقت این نظریات مورد مناقشه است. برخی پژوهشگران نیز برپایی سنگ هیل و سنگ‌های جلوس را مربوط به استون‌هنج دو یا سه می‌دانند.
به نظر می‌رسد که این‌ها (شیار دایره‌ای، سنگ هیل، و سنگ‌های جلوس) همهٔ کاریست که در مرحلهٔ نخست ساختن استون‌هنج انجام شده‌است. پیش‌تر باور بر این بود که در فاصلهٔ بین استون‌هنج یک و استون‌هنج دو محوطه‌ای رها شده‌باشد ولی یافته‌های جدید این نظریه را رد می‌کنند.

### استون‌هنج دو

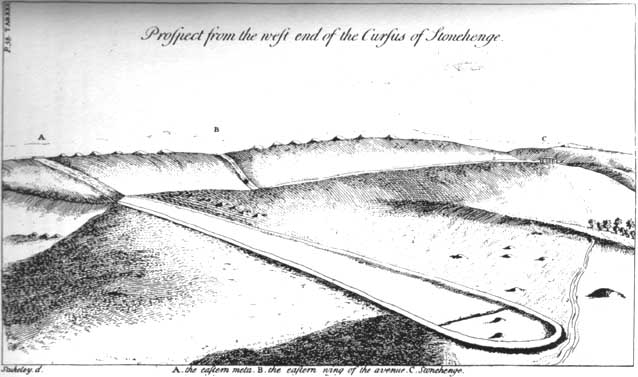
طرح ویلیام استاکلی از بال غربی کورسوس‌های استون‌هنج

حدود چهارصد سال پس از استون‌هنج یک، بین سال‌های ۲۶۴۰ تا ۲۴۸۰ پ.م.، و احتمالاً هم‌زمان با تغییرات اجتماعی و جمعیتی در دشت سالزبری که در پی تهاجم فرهنگ پیاله ناقوسی به منطقه صورت گرفت، توسعه‌هایی در استون‌هنج انجام شد که به استون‌هنج دو موسوم است. یک جفت خندق گچی موازی، شبیه همان که محیط استون‌هنج را تعریف می‌کردند، از ورودی محوطه تا رود ایوون در سه کیلومتری استون‌هنج کشیده شد تا مسیری را به عرض هشت‌متر تعریف کند. این دو مسیر به کورسوس معروفند. هدف از ساخت کورسوس‌ها معلوم نیست و از غریب‌ترین رازهای استون‌هنج به‌شمار می‌رود.
در میان شیار دایره‌ای، دو حلقه از جنس سنگ‌های کبود شکل داده شده که هم‌محور با کورسوس، یک ورودی نشانه‌گذاری‌شده داشته‌اند.
نکتهٔ قابل‌توجه در مورد سنگ‌های کبود این است که تنها منبع آن‌ها در جزیرهٔ بریتانیا تپه‌های پرسلی ولز است که دستکم ۲۵۰ کیلومتر با استون‌هنج فاصله دارد. در ساخت استون‌هنج دو، سنگ‌های کبود باید از راه دریا به رود ایوون منتقل می‌شدند و از آنجا تا استون‌هنج کشیده می‌شدند. برخی باستان‌شناسان این امر را دلیل ساخت کورسوس‌ها می‌دانند. به باور مایک پارکر پیرسون سنگ‌های کبود نماد موروثی ساکنان غرب بریتانیا در آن دوره بوده‌اند و «آوردن‌شان به دشت سالزبری نشانهٔ اتحاد دو قوم نوسنگی ساکن در جنوب این سرزمین به حساب می‌آید.» برخی از باستان‌شناسان نیز بر آن بودند که سنگ‌های کبود بدون دخالت انسانی و توسط یخچال‌های طبیعی جابه‌جا شده‌اند، اما کشف ابزارهایی در دو معدن در تپه‌های پرسلی در سال ۲۰۱۵ تا حد زیادی این نظریه را رد کرد. زمان رسیدن سنگ‌های کبود ترتیب برپا شدن‌شان، حرکت‌شان، و بازبرپایی آن‌ها محل مباحثهٔ باستان‌شناسان است.
به‌نظر می‌رسد در استون‌هنج دو، سازه‌هایی چوبی در درون شیار دایره‌ای برپا شده‌باشد ولی اغلب شواهد مربوط به آن در گذر سالیان از بین رفته‌است.

### استون‌هنج سه

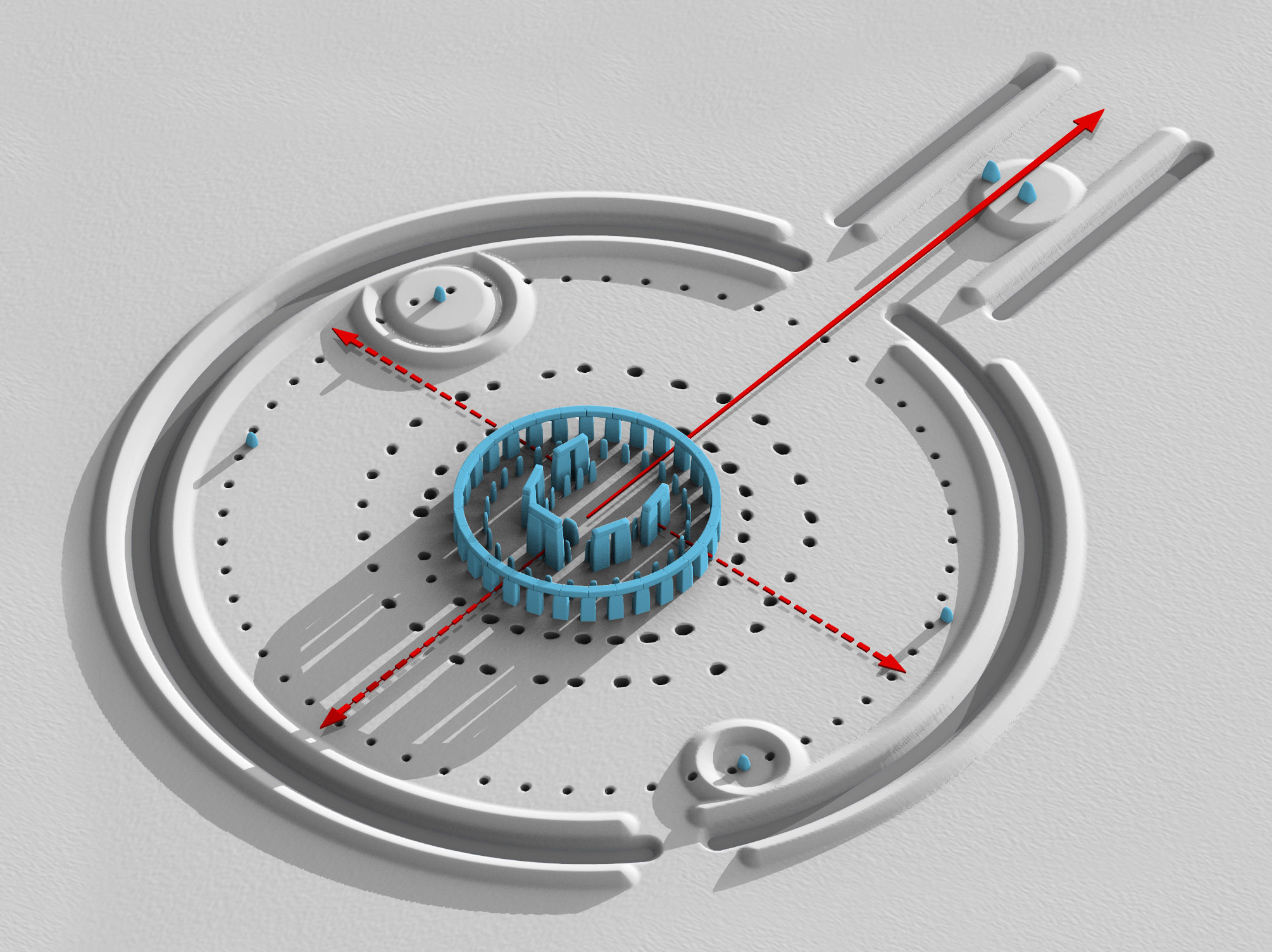
تصویر سه‌بعدی از استون‌هنج. آبی: خرسنگ‌ها، قرمز: محورهای نجومی سایت، سفید: خاک

دشواری انتقال سنگ‌های کبود در مسیر طولانی بین تپه‌های پرسلی و دشت سالزبری موجب شد تا استفاده از این سنگ‌ها پیش از کامل شدن حلقه‌ها کنار گذاشته شود و آرایشی نو برای استون‌هنج در نظر گرفته شود که به استون‌هنج سه معروف است.
تصویری که امروزه از سازهٔ استون‌هنج وجود دارد مربوط به سه‌سنگ‌های سارسِنی برپاشده در این مرحلهٔ استون‌هنج است که حدوداً بین ۲۴۷۰ تا ۲۲۸۰ پ.م. برپا شد.
این خرسنگ‌های عظیم، که چندین برابر بزرگتر از سنگ‌های کبود بودند از مارلبوروی ویلتشر استخراج می‌شدند و به سارسِن موسومند. سنگ‌ها در همان معدن برش می‌خوردند و سپس منتقل می‌شدند.
سارسِن‌ها به شکل سه‌سنگ (سازه‌ای که از دو سنگ عمودی فرورفته در زمین [ستون] و یک سنگ افقی قرار گرفته بر روی آن دو [تیر] تشکیل شده) در حلقه‌ای از گودال‌ها نظم می‌گرفتند و برای مقاوم کردن‌شان روی آن‌ها دایره‌ای جای می‌گرفت تا یک تاج بسته در ارتفاع شش‌متری از سطح زمین شکل بگیرد. تیرهای سه‌سنگ‌ها با اتصال کام و زبانه و تیرهای اضافی به یکدیگر محکم می‌شدند تا تشکیل حلقه‌ای پیوسته بدهند. این تکنیک‌ها عمدتاً مربوط به ساخت‌وساز چوبی هستند، و به گفتهٔ رزمری هیل «استون‌هنج سازه‌ای چوبی است که با سنگ ساخته شده.» فرانک چینگ نیز روند ساخت حلقهٔ سارسنی استون‌هنج را «نجاری با سنگ» می‌داند.
نقشه نهایی با مجموعهٔ نعلی‌شکلی داخل دایره تکمیل می‌شود که از پنج سه‌سنگ جدا از هم تشکیل شده‌است. مجموعه نعلی‌شکل به سوی کورسوس و مسیر مقدس طلوع آفتاب در انقلاب تابستانی قرار می‌گرفت.
سنگ‌های کبودی که سده‌ها پیش‌تر (برای ساخت استون‌هنج دو) به محوطه منتقل شده بودند هم بین دایرهٔ داخلی و مجموعهٔ نعلی‌شکل قرار گرفتند. همچنین تکخرسنگ دومتری ماسه‌سنگی، که امروزه موسوم به سنگ برواره است در وسط مجموعهٔ نعلی سه‌سنگ‌های سارسنی جای گرفت.
کسی نمی‌داند که آیا کار بر روی این یادمان سنگی یه پایان رسید یا خیر. سنگ سارسن ۲ برای نگه داشتن تیر زیادی کوچک است و ازین‌رو برخی باستان‌شناسان بر این باورند که با تمام شدن سنگ‌های بزرگ، کار بر روی استون‌هنج ناتمام مانده. اگر کار بر روی استون‌هنج تمام شده‌باشد یادمان شامل سی‌عدد سنگ سارسن ایستاده بوده که در فواصل یکسان چیده شده‌اند، به جز سنگ ۱ و سنگ ۳۰ که فاصله‌ای بیشتر داشته‌اند تا بر ورودی شمال‌شرقی تأکید شود.

### توسعه پس از استون‌هنج سه (۲۲۸۰ تا ۱۵۲۰ پ. م)
در نهایت آخرین تغییرات انجام شده در استون‌هنج سده‌ها بعد در حدود ۱۵۰۰ (پ.م) با حفر دو حلقه (به‌نسبت) هم‌مرکز از گودال‌ها (معروف به حلقه‌های ایگرگ و زِد) انجام شد.
حلقهٔ بیرونی (ایگرگ) شامل ۳۰ گودال و حلقهٔ درونی (زِد) شامل ۲۹ گودال است. قطر حلقهٔ ایگرگ ۵۴ متر و حلقهٔ زد ۳۹ متر است.
حلقهٔ ایگرگ اندکی پیش از حلقهٔ زد حفر شده.
در این گودال‌ها هرگز ستونی گذارده نشده و در آن‌ها اثری از خاکستر یافت نشده‌است.
هدف از حفر این گودال‌ها نیز معلوم نیست.
به نظر می‌رسد پس از این تاریخ دیگر ساخت‌وسازی در استون‌هنج صورت نگرفته‌باشد.

## سرگذشت استون‌هنج پس از ساخت

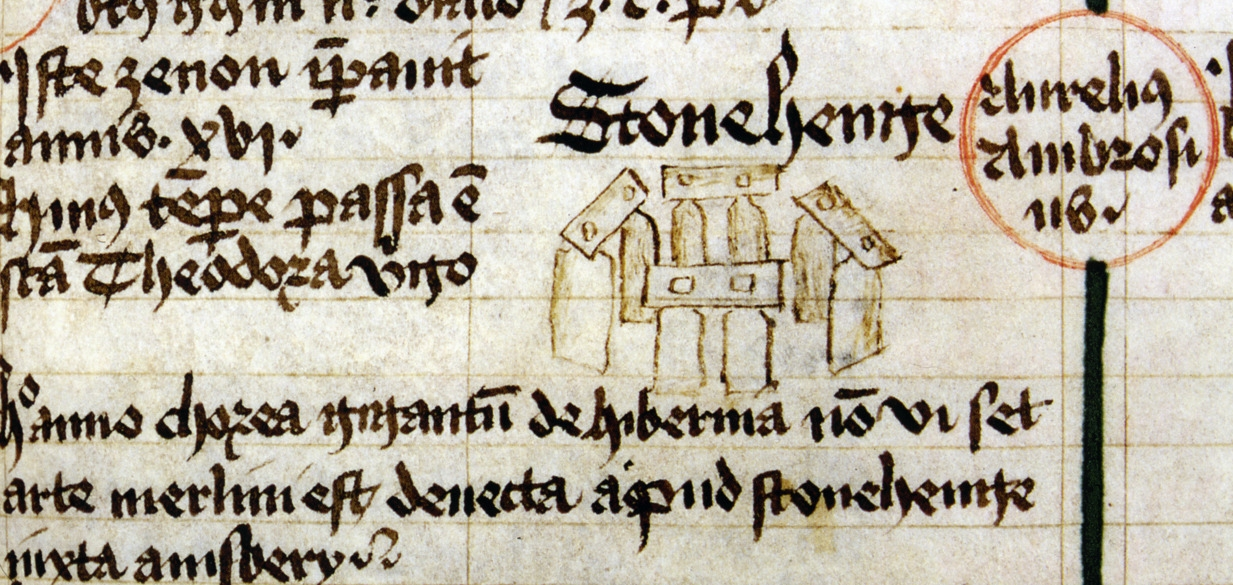
یکی از نخستین تصاویر کشیده‌شده از استون‌هنج، از کتاب «سرگذشت جهان» نگاشتهٔ سال ۱۴۴۱ میلادی. تصویر چهار سه‌سنگ ایستاده را نمایش می‌دهد و به‌وضوح به ساختار کام‌وزبانه‌ای آن‌ها اشاره دارد.

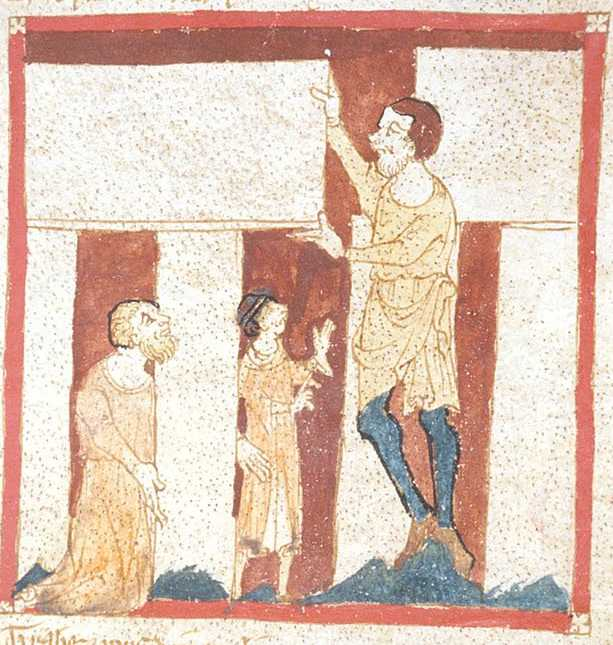
ساخت استون‌هنج با کمک جادوی مرلین. تصویرسازی در کتاب رومیِ بروت اثر وس، بین سال‌های ۱۳۲۵ و ۱۳۵۰ میلادی.

معلوم نیست که چه‌مدت پس از ساخت حلقه‌های ایگرگ و زد از استون‌هنج استفاده می‌شده‌است. ولی حدس زده می‌شود مدت کوتاه بوده باشد. به‌نظر می‌رسد در اثر تغییر اقلیم و سرد شدن آب‌وهوا، فرهنگ سازندهٔ استون‌هنج به جامعه‌ای دِه‌نشین تنزل یافته باشد که توان ادامه دادن دستاوردهای معمارانهٔ پیشینیان خود را نداشته‌است. در این زمان دوران نوسنگی و عصر برنز جای خود را به‌تدریج به عصر آهن می‌دهد و آیین‌های اجتماعی که دو هزار سال بر زندگی افراد حکمران بود از هم فرومی‌پاشد. فرهنگ دروئیدی که بعدها جایگزین فرهنگ سازندگان استون‌هنج شد نیز اثر معماری قابل‌توجهی از خودش بر جای نگذارده‌است. به‌دنبال متوقف شدن ساخت‌وساز در استون‌هنج از حدود ۱۶۰۰ (پ.م)، برای بیش از دو هزار سال سکوت بر آن حاکم شد.
تاریخ استون‌هنج پس از این زمان تا ۳۶۰۰ سال بعد، که بازسازی استون‌هنج آغازشد سرشار از بی‌توجهی و ویرانی است: سنگ‌ها می‌افتادند یا برده می‌شدند و جاده‌ها، حیوانات، و کشاورزان هر یک به نوبهٔ خود به این یادمان آسیب رسانده‌اند.
با ابداع خط پیشاتاریخ جای خود را به تاریخ باستان داد، بی‌آنکه یادی از استون‌هنج ثبت شود. هیچ‌یک از وقایع‌نگاران رومی نیز از استون‌هنج نام نبرده‌اند. در آثار قرون وسطای آغازین هم اثری از استون‌هنج نیست. تنها پس از حمله نرمن‌ها به انگلستان است که از این اثر یاد می‌شود. هنری هانتینگدون در تاریخ انگلستان (نگاشتهٔ ۱۱۳۰ میلادی) به استون‌هنج اشاره‌ای می‌کند و آن را از شگفتی‌های آن کشور می‌داند. به نوشتهٔ هانتینگدون «هیچ‌کس نمی‌داند این «رقص غول‌ها» را چگونه برپا کرده‌اند یا چرا اینجا ساخته‌اند.»

### استون‌هنج در فولکلور
از روزگار هنری هانتینگدون (۱۰۸۰ – ۱۱۶۰ پس از میلاد) دو روایت در ارتباط با استون‌هنج نقل می‌شود؛ یکی داستان بروتوس تروایی از پسران انئید است که می‌گفتند «بریتانیا» از نام او گرفته شده، و دیگری داستان یوسف الرامی که در افسانه‌های قرون وسطی جام مقدس را پس از رستاخیز مسیح به انگلستان می‌آورد و نخستین کلیسای مسیحی جزیره را در گلاستونبوری پی می‌ریزد.
در تاریخچه پادشاهان بریتانیا، اثر شبه‌تاریخی جفری مانموث (نگاشتهٔ ۱۱۳۶ میلادی) و منبع اصلی افسانه‌های شاه آرتور و شاه لیر، آمبروس اورلیوس با کمک جادوی مرلین استون‌هنج را به یاد بریتانیایی‌هایی می‌سازد که هنگیست ساکسونی خیانت‌پیشه به قتل رسانده‌بود و بعدها آرامگاه اوتر پندراگون (پدر شاه آرتور) می‌شود. جفری مانموث ادعا می‌کند «دوستی» برای او «کتاب بریتانیایی بسیار کهن»ی را فراهم کرده و او در نوشتن اثرش بر آن اتکا کرده‌است. اثری از این کتاب در اسناد تاریخی نیست. ویلیام نیوبرگ هم در سال ۱۱۹۰ میلادی در مورد جفری می‌نویسد «هر چیز که این مرد نوشته ساختگی است.» بااین‌حال روایت تاریخچه پادشاهان بریتانیا را دیگران نیز تکرار کردند و این روایت تا برآمدن رنسانس و احیای مطالعات کلاسیک در اواخر سده پانزدهم محبوب ماند.

### استون‌هنج در رنسانس و سده‌های جدید
نخستین کاوش‌ها در استون‌هنج در دوران استوارت صورت گرفت. معمار سلطنتی اینیگو جونز گزارشی در مورد این کاوش‌ها نوشت و در پی آن عتیقه‌شناسانی چون والتر چارلتون و جان اوبری تلاش کردند نظریات او را باطل کنند.
نظریهٔ اوبری مبنی بر دروئیدی بودن استون‌هنج به‌سرعت در حافظهٔ جمعی انگلستان جای گرفت.
دوران حکومت جرج یکم، دوم، سوم، و چهارم هم همزمان بود با عصر روشنگری اسکاتلند و پیدایش جنبش رمانتیسم. در عصر روشنگری توجه حلقه‌های علمی به استون‌هنج معطوف شد و استون‌هنج برای نخستین بار با روش علمی مطالعه شد.
از سوی دیگر رمانتیک‌ها استون‌هنج را به عنوان نمادی بارز از گذشتهٔ ستمگر و خشونت‌بار انگلستان و جهان در آثار خود به کار می‌بردند.
با آغاز جنگ‌های ناپلئونی در اوایل سده نوزدهم، آمدوشدِ بریتانیایی‌ها به اروپای قاره‌ای محدود شد و ازین‌رو ایشان نظرشان را به آثار تاریخی و جاذبه‌های گردشگری خود گرداندند.
در این زمان، پس از دویست سال کاوش عتیقه‌شناسان، در ذهن هر بریتانیایی تحصیل‌کرده‌ای رابطه‌ای جدانشدنی بین استون‌هنج و دروئیدها شکل گرفته بود.
حکومت ۶۳ سالهٔ ملکه ویکتوریا همزمان بود با اوج انقلاب صنعتی، روش‌مند شدن علم، و اثبات‌گرایی در مطالعهٔ پدیده‌ها.
در این دوران جایگاه علم باستان‌شناسی در میان علوم تجربی تثبیت شد و تلاش‌هایی علمی در پژوهش استون‌هنج صورت گرفت. ولی خانوادهٔ آنتروباس که مالک حریم استون‌هنج بود درخواست‌های کاوش در استون‌هنج را رد کرد.
در آخرین روز سال ۱۹۰۰ میلادی، سنگ سارسن شمارهٔ ۲۲ که در اثر رفت‌وآمدها شل شده بود در طوفانی فرو افتاد و نعل درگاهش را هم به پایین کشید که در اثر سقوط دو نیم شد. سه هفته بعد از این ملکه ویکتوریا درگذشت و دوران طولانی سلطنت وی به پایان رسید. مطبوعات انگلستان تقارن این دو اتفاق را نشانه‌ای شوم دانستند و وینستون چرچیل بعدها دربارهٔ آن نوشت «انگار واژگونی غول‌آسایی در مسیر تاریخ روی داد.»

### استون‌هنج در سده بیستم

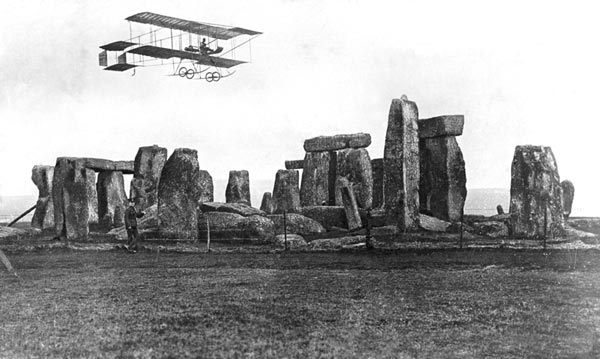
کارت پستالی که نمایانگر پرواز یک هواپیمای دوباله بر فراز استون‌هنج است.

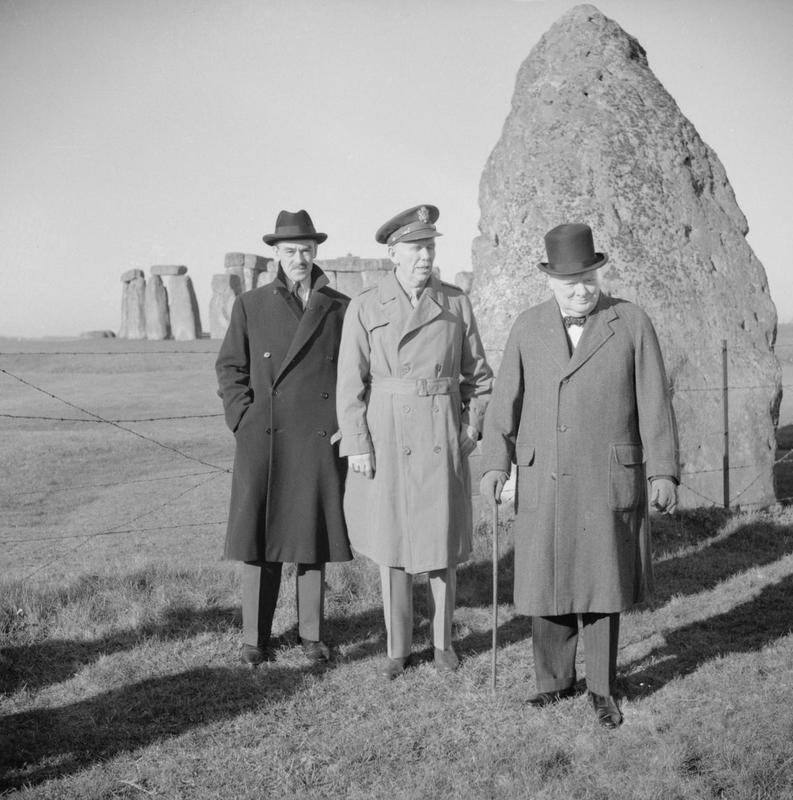
در زمانهٔ جنگ جهانی دوم، وینستون چرچیل استون‌هنج را به ژنرال آمریکایی جرج مارشال و فرماندار استرالیا ریچارد کیسی نشان می‌دهد.

در مارس ۱۹۰۱ مالک محوطهٔ استون‌هنج، سر ادموند آنتروباسِ پسر، دور استون‌هنج را نرده کشید، مطالبه وجه ورودی کرد، و برای نخستین بار در تاریخ دسترسی آزاد به استون‌هنج محدود شد. این امر اعتراض شدید جوامع باستان‌شناسی انگلستان را در پی داشت. لاباک و فلندرز پتری، تلاش کردند علیه سر ادموند آنتروباسِ اقامهٔ دعوی کنند اما از نظر حقوقی دستشان به جایی بند نبود. بااین‌حال فشار افکار عمومی کارساز شد و  در نهایت سر ادموند لزوم اقدام برای محافظت و کاوش در استون‌هنج را پذیرفت، اما پیشنهادهای لاباک و پتری را رد کرد و به جامعه محافظت از بناهای باستانیِ، ویلیام موریس و معمار فعال در جنبش هنر و پیشه، دیتمار بلو روآورد. بلو برای حفاری در استون‌هنج ویلیام گولند را استخدام کرد که مهندس معدن بود و در ژاپن حفاری‌های باستان‌شناسانه کرده بود.
با آغاز جنگ جهانی اول در سال ۱۹۱۴ ارتش ساختمان‌هایی در لارکهیل (در شمال استون‌هنج) ساخت و مدتی بعد نیز ساختمانی جدید یعنی یک آشیانهٔ هواپیما در آنجا برپا کرد. پرواز هواپیماها بر فراز استون‌هنج آغازشد و چند هواپیما هم در نزدیکی آن سقوط کرد.
با ادامهٔ جنگ، چادرهای نظامیان در اطراف استون‌هنج افراشتهشد پروازگاهی در مجاورت آن ساختند، و تانکها از چندمتری آن رژه رفتند. در جنگ جهانی دوم نیز همه زمین‌های دولتی زیر کشت رفتند تا در این جنگ فرسایشی به تولید غذا کمک کنند و حریم استون‌هنج نیز شخم زده شد.
تقریباً نیمی از خاکبرداری محوطه استون‌هنج (بیشتر در سمت شرقی آن) را ویلیام هاولی بین سال‌های ۱۹۱۹ تا ۱۹۲۶ و ریچارد اتکینسون بین سال‌های ۱۹۵۰ تا ۱۹۷۸ انجام دادند. یافته‌های کامل کاوش اتکینسون تا سال ۱۹۹۵ منتشر نشد. در این سده با بهره‌گیری از تاریخ‌گذاری رادیوکربن تاریخ‌نگاری استون‌هنج نیز به‌شکل گسترده‌ای بازبینی شد.

### استون‌هنج، دروئیدها، و دروئیدگرایی

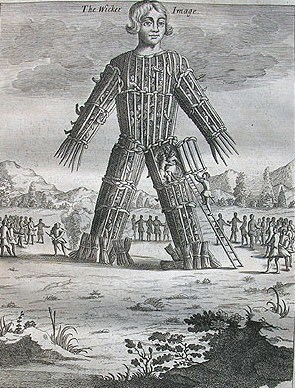
تصویرسازی از «سوزاندن مجسمهٔ مرد ویکر» توسط دروئیدها، از «مصور عتیقه‌های بریتانیایی» اثر آیلت سمز (۱۶۷۶)

با اینکه یادمان‌های بریتانیایی جان اوبری (۱۶۲۶–۱۶۹۷ میلادی) تا سده بیستم به چاپ نرسید، آرای او درباب دروئیدی بودن استون‌هنج با انتشار مصور عتیقه‌های بریتانیایی اثر آیلت سمز در سال ۱۶۷۶ مشهور شد. روایت سمز از دروئیدها آمیخته با اسطوره‌ها و خرافات بود و تصویری جادویی و هیجان‌انگیز از دروئیدها ساخت که تابه‌امروز وجود دارد.
با وجود پیشرفت علم باستان‌شناسی، تا عصر ویکتوریایی دروئیدی بودن استون‌هنج در فرهنگ عامه جا افتاده بود و انتشار آثاری چون تاریخ انگلستان برای کودکان اثر چارلز دیکنز نیز به آن دامن می‌زد. دیکنز در نخستین صفحات آن اثر استون‌هنج را «شگفت‌انگیزترین ساختهٔ دروئیدهای باستانی» معرفی می‌کند.
وینچنتزو بلینی هم در «اپرای نرما» قهرمان زن داستان را به عنوان کاهن دروئیدی به تصویر می‌کشد. این اپرا امروزه هم با پس‌زمینهٔ استون‌هنج روی صحنه می‌رود.
در همین دوران گروه‌های دروئیدگرایان نیز پدید آمدند. این گروه‌ها، که بدواً به تقلید از انجمن‌های فراماسونری شکل گرفته بودند استون‌هنج را معبد خود می‌دانستند.
از اواخر دههٔ ۱۸۸۰ دروئیدگرایان دست به برپایی جشن انقلاب تابستانی در استون‌هنج زدند. تا اواخر سده نوزدهم برای مدیریت جمعیت این گردهمایی‌ها به ۱۵ مأمور پلیس نیاز بود.
دراین‌میان سر ادموندِ پسر، مالک حریم استون‌هنج، خود به عضویت حلقهٔ باستانی دروئیدها درآمده بود. از دیگر اعضای این گروه می‌توان به وینستون چرچیل و آرتور کانن دویل اشاره کرد. بااین‌حال در ۱۹۱۲ بین سر ادموند و دیگر اعضای حلقه بر سر اینکه آیا اعضای حلقه برای جشن گرفتن انقلاب تابستانی در استون‌هنج باید ورودی بپردازند یا نه دعوایی درگرفت و کار به مداخلهٔ پلیس کشید.
در سال ۱۹۵۶ ریچارد اتکینسون کتابی با عنوان استون‌هنج نوشت که تا حدودی در زدودن افسانه‌های دروئیدی در مورد استون‌هنج از حافظهٔ جمعی موفق بود. بااین‌حال جمعیت در جشن‌های انقلاب تابستانی دروئیدگرایان رو به فزونی بود. دروئیدگرایان در ۱۹۵۸ راهپیمایی‌ای با هدف خلع سلاح هسته‌ای در استون‌هنج برگزار کردند.
از سال ۱۹۷۴ تا سال ۱۹۸۴ نیز در استون‌هنج فستیوال آزاد استون‌هنج برگزار می‌شد. در دههٔ ۱۹۸۰ این فستیوال به رویدادی عظیم مبدل شد تا جایی که در سال ۱۹۸۴ حدود ۳۰۰۰۰ نفر در آن شرکت کردند. در سال ۱۹۸۵ در رویدادی موسوم به نبرد بینفیلد شرکت‌کنندگان و پلیس ویلتشر درگیر شدند و از ادامهٔ کار این فستیوال ممانعت به عمل آمد. پس از این اتفاق دولت بریتانیا برگزاری مراسم انقلاب تابستانی در استون‌هنج را ممنوع کرد و افرادی که سعی در ورود غیرقانونی به استون‌هنج داشتند دستگیر می‌شدند. یکی از رهبران درویدگرایی (آرتور اوتر پندراگون) به مدت چهارده سال از ۱۹۸۵ تا ۱۹۹۹ هر سال به‌خاطر تلاش برای ورود غیرقانونی دستگیر شد. در تابستان ۱۹۸۹ تعداد دستگیرشدگان به ۲۶۰ نفر می‌رسید. در سال ۱۹۹۹ برگزاری این مراسم به صورت محدود از سر گرفته شد و در سال ۲۰۰۰ استون‌هنج مصادف با انقلاب تابستانی به روی عموم باز شد.

## کاوش‌ها در استون‌هنج

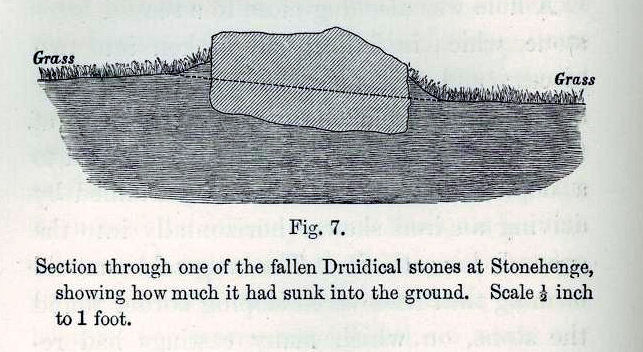
تشکیل کپک گیاهی از طریق عمل کرم‌ها، آخرین کتاب چارلز داروین، دربردارندهٔ پژوهش‌هایش در استون‌هنج بود. این کتاب سنگ‌های استون‌هنج را از زوایایی ناآشنا نشان می‌دهد و تداعی‌گر رویکرد عملگرایانهٔ ویکتوریایی‌ها در مطالعهٔ پدیده‌هاست.

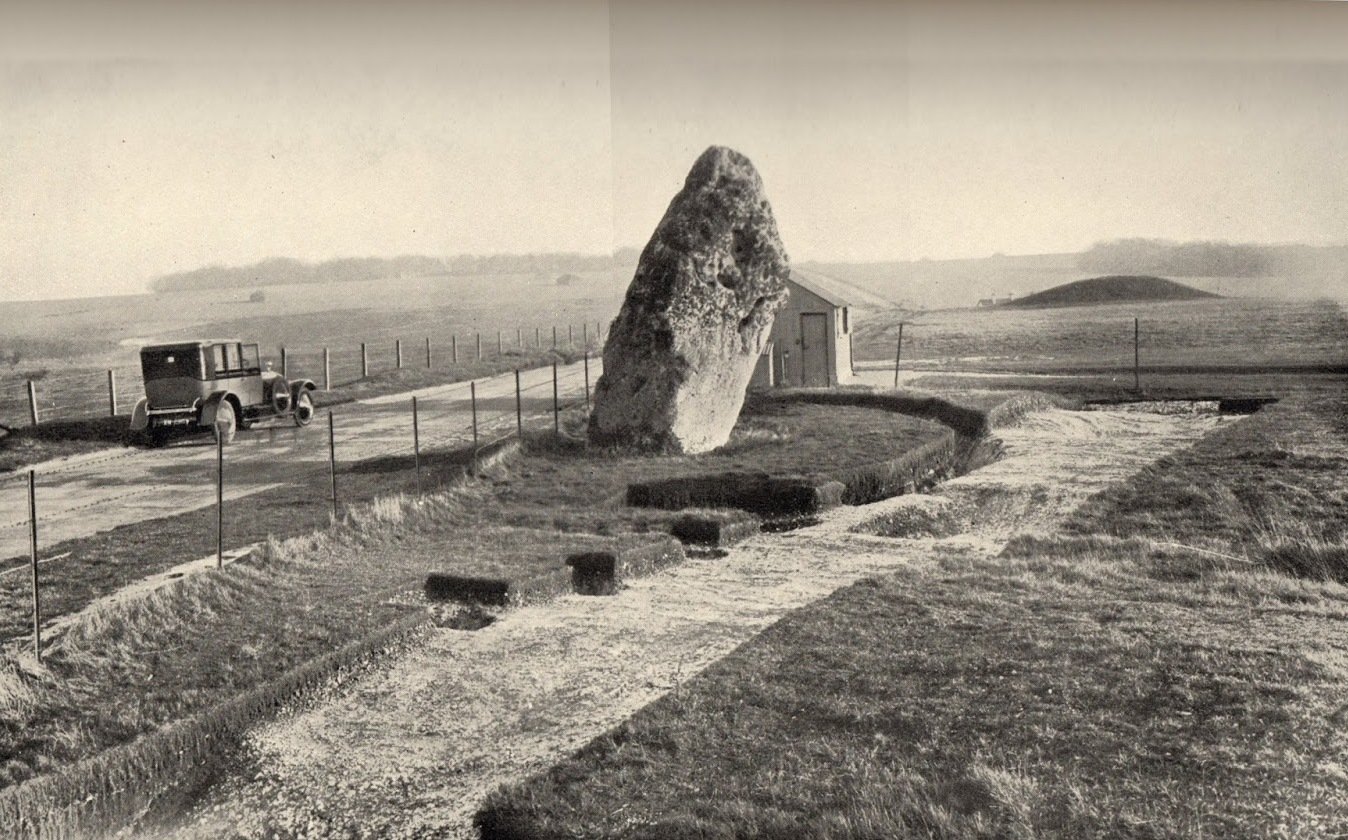
کاوش‌های سرهنگ ویلیام هاولی در نزدیکی سنگ هیل، سال ۱۹۲۵.

جیمز یکم، پادشاه انگلستان که خود را مطلع از دستاوردها علمی روز می‌دانست، دستور نخستین کاوش باستان‌شناسی در استون‌هنج را صادر کرد. جیمز پس از بازدید از استون‌هنج در سال ۱۶۲۰، تلاش کرد قطعهٔ زمین حریم آن را بخرد ولی مالک حاضر به فروش نشد.
جرج باکینگهام، مقرب دربار جیمز، که خود جویای گنج بود به دستور جیمز گودالی بزرگ در میانهٔ استون‌هنج حفاری کرد و از آن اشیایی خارج کرد که امروزه مفقودند. به گفتهٔ جان اوبری حفاری‌های جرج در استون‌هنج موجب کج شدن سنگ ۵۶ شد. در دههٔ ۱۷۲۰ نیز ویلیام استاکلی کاوش‌هایی در استون‌هنج انجام داد. نقشه‌ای که استاکلی از استون‌هنج و محوطهٔ آن برداشت تا دههٔ ۱۸۹۰ دقیق‌ترین نقشه از این اثر ماند.
در سوم ژانویهٔ ۱۷۹۷ تصادف دو گاری در فاصله‌ای اندک از استون‌هنج باعث شد اسب گاری‌کشی رم کند، سه‌سنگ غربی را به زمین بیفکند، و تیر آن را بشکند (سه‌سنگ مذکور تا یک سده بعد به همان حال باقی ماند). ویلیام کانینگتونِ، عتیقه‌شناس و تاجر پارچه‌ای که در فاصلهٔ ده مایلی استون‌هنج می‌زیست، زیر سه‌سنگ مسقوط را بررسی کرد و یافته‌هایش را در رساله‌ای با عنوان گزارش گورپشتهٔ بازشده در ویلتشر منتشر کرد. رسالهٔ کانینگتون توجه سِر ریچارد هور را به خود جلب کرد. با پشتیبانی مالی هور، کانینگتون دست به کاوشی گسترده و روش‌مند در استون‌هنج و محوطه‌های اطراف زد و نتایجش را بین سال‌های ۱۸۱۰ تا ۱۸۱۲ در کتاب تاریخ باستانی ویلتشر به چاپ رساند.
در دوران حکومت ملکه ویکتوریا کاوش چندانی در استون‌هنج صورت نگرفت. رالف والدو امرسون، که در سال ۱۸۴۷ در انگلستان بود و از استون‌هنج بازدید کرد، از «بوالهوسی بریتانیایی‌ها» در عجب بود چرا که «اهرام را می‌گشایند و نینوا را کشف می‌کنند اما استون‌هنج خودشان را به خرگوش‌ها سپرده‌اند.» البته عدم کاوش در استون‌هنج بیشتر ناشی از مالکیت خصوصی آن بود. در ۱۸۲۴ ولایت آمسبوری به سر ادموند آنتروباس رسید و او همهٔ درخواست‌های کاوش را رد کرد. سر ادموند حامی سرسخت حقوق مالکیت شخصی بود و نه اجازه دخالت در استون‌هنج را به دولت می‌داد و نه مشاورهٔ متخصصان را می‌پذیرفت.
بااین‌حال چارلز داروین در تابستان ۱۸۷۷ برای تبیین فعالیت کرم‌های خاکی به استون‌هنج رفت و (با اجازهٔ خانوادهٔ آنتروباس) کاوشی کوچک‌مقیاس در استون‌هنج انجام داد.
داروین مقطع عرضی یکی از سنگ‌های سارسن افتاده را رسم کرد و نشان داد که سنگ در گذر هزاران سال به سبب فعالیت کرم‌های خاکی در زمین فرورفته و سرنگون شده‌است. این طرح در تشکیل کپک گیاهی از طریق عمل کرم‌ها، آخرین کتاب داروین، چاپ شد.
در سده بیستم تعداد ۱۲۳ کاوش و حفاری در استون‌هنج انجام گرفت که امروزه از برخی از آن‌ها با عنوان «شدیداً مخرب» یاد می‌شود. نخستین این کاوش‌ها را ویلیام گولند در سال ۱۹۰۱ انجام داد.
حفاری‌ها گولند سبب کشف اطلاعات وسیعی (از جمله ابزارهای استفاده شده در ساخت استون‌هنج) شد. از آنجایی که هیچ ابزار فلزی‌ای در حفاری یافت نشده بود گولند نتیجه گرفت استون‌هنج سازه‌ای نوسنگی و کار بومی‌های بریتانیا است و پیش از ۱۸۰۰ پ.م. ساخته شده.
در نوامبر ۱۹۱۹ ویلیام هاولی، دستیار سابق ویلیام گولند، دور جدید کاوش‌ها را زیر نظر کمیسیون کار آغاز کرد. کاوش‌های هاولی و دستیارش رابرت نیوال در استون‌هنج هفت سال طول کشید. پژوهش‌گران امروزه نظرات متفاوتی در مورد کاوش هاولی دارند. برخی (از جملهٔ کریستوفر چیپیندیل) آن‌ها را به علت مخرب بودنش فاجعه‌بار دانسته‌اند و دیگران می‌گویند هاولی در واقع جلوی تخریب بیشتر استون‌هنج از سوی عتیقه‌شناسان آماتور را گرفت.
به‌هرشکل یافته‌های هاولی تأثیر عمیقی بر شناخت استون‌هنج گذاشت. هاولی و نیوال پنجاه و دو گودال پرشده با گچ یافتند (که تصمیم گرفتند نام آن‌ها را به افتخار جان اوبری گودال‌های اوبری بگذارند) و همچنین حلقه ایگرگ (سی گودال) و زد (بیست و نه گودال) را کشف کردند.
بااین‌همه علاقهٔ جوامع باستان‌شناسی به کاوش‌های هاولی به‌تدریج رنگ باخت، چرا که در نوامبر ۱۹۲۲ هاوارد کارتر آرامگاه توت‌عنخ‌آمون در مصر را گشوده بود و توجه این جوامع را قبضه کرده بود. کاوش‌های هاولی در نهایت در سال ۱۹۲۶ تعطیل شد.
کاوش‌ها در ۱۹۵۰ با سه باستان‌شناس حرفه‌ای (ریچارد اتکینسون، استوارت پیگات، و جی.اف.اس. استون) از سر گرفته شد.
اتکینسون و همکارانش که از اثرات مخرب کاوش‌های پیشینیانشان در استون‌هنج آگاه بودند نمونه‌برداری‌های خود را محدود کردند. این کاوش‌ها تا سال ۱۹۷۸ ادامه یافت اما نتایج کامل آن تا سال ۱۹۹۵ چاپ نشد. همچنین در سال‌های ۱۹۷۹ و ۱۹۸۰، مایک پیتس دو حفاری کوچک در نزدیکی سنگ هیل انجام داد و شواهدی مبنی بر وجود سنگ دیگری مشابه سنگ هیل و در مجاورت آن یافت.
بین سال‌های ۲۰۰۳ تا ۲۰۰۹ پروژهٔ استون‌هنج ریورساید به رهبری مایک پارکر پیرسون موجب بازبینی بیشتر در بستر و روند توسعهٔ استون‌هنج شد. در سال‌های ۲۰۰۹ و ۲۰۱۰ هم دو حلقه از گودال‌های دیگر، یکی در ۲ مایلی (۳/۲ کیلومتری) شمال‌غربی سایت و دیگری در مجاورت شمال‌غربی آن کشف شدند. تاریخ ساخت آن‌ها و اینکه آیا صرفاً گودال بوده‌اند یا اینکه در آن‌ها سنگ قرار داشته معلوم نیست.

## نظریه‌ها در باب استون‌هنج

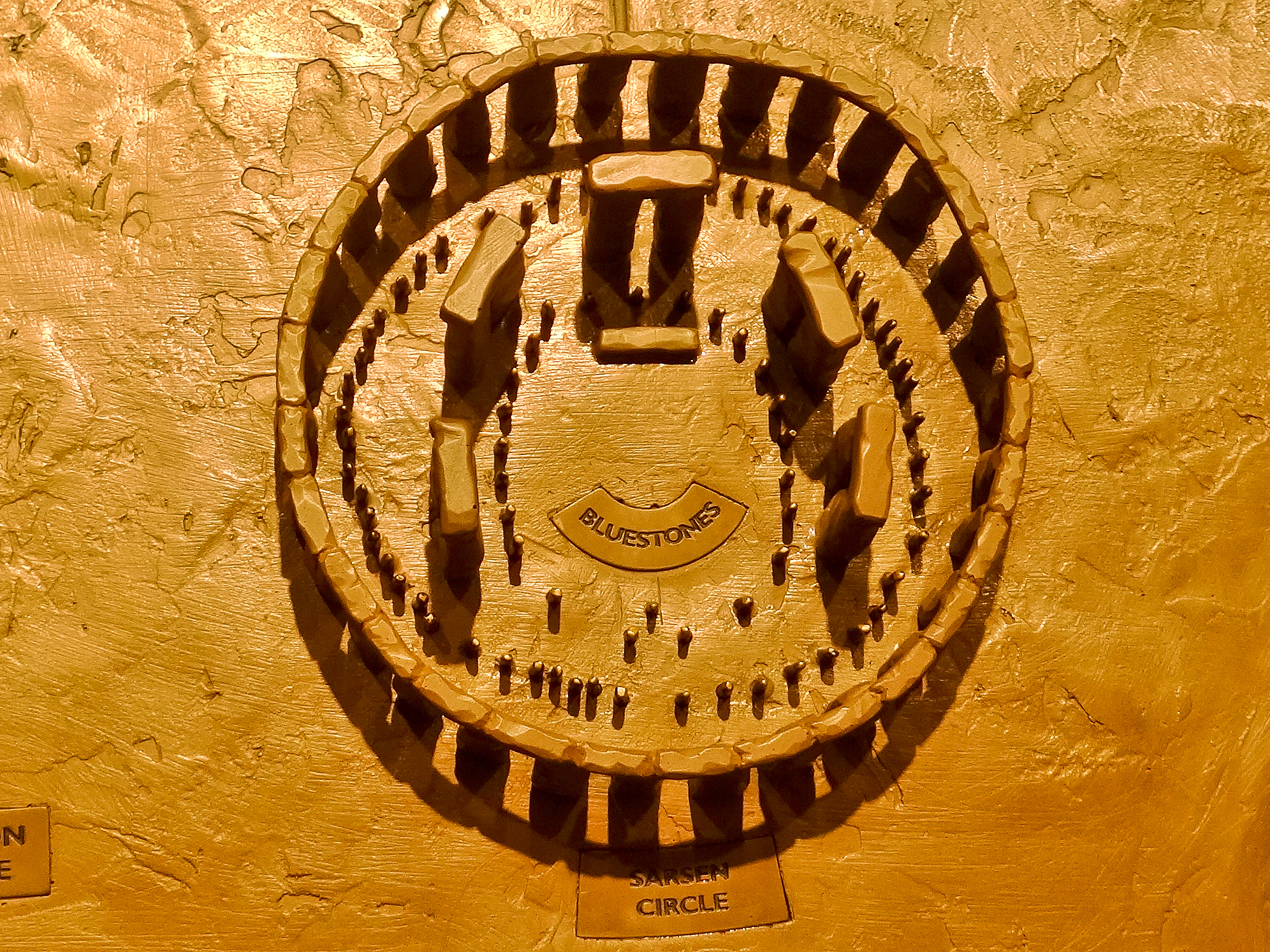
ماکتی از استون‌هنج از «موزهٔ استون‌هنج»

استون‌هنج شناخته‌شده‌ترین اثر دورهٔ نوسنگی است. بااین‌حال پس از سده‌ها مطالعه و نظریه‌پردازی، دانش قطعی در مورد چیستی این سازه و چرایی ساختش در دست نیست.
در سال ۱۶۹۵ ادموند گیبسون گلایه می‌کرد که استون‌هنج «چنان یگانه است و چنان در تاریخ مجهول که هرکس در موردش نظریه‌ای می‌دهد.»
کاربرد استون‌هنج برای سده‌ها محل مناقشهٔ باستان‌شناسان، عتیقه‌شناسان، معماران، شاعران، و دانشمندان بوده‌است و هنوز دربارهٔ آن نظریاتی نو ارائه می‌شود.

### نظریات عتیقه‌شناسان

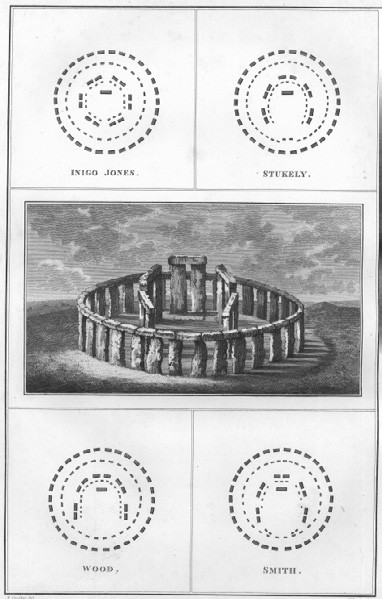
پلاکی در کتاب تاریخ باستانی ویلتشر اثر ویلیام کانینگتونِ و سِر ریچارد هور که چهار نظریهٔ معروف در مورد استون‌هنج در آن زمان را بررسی می‌کند.

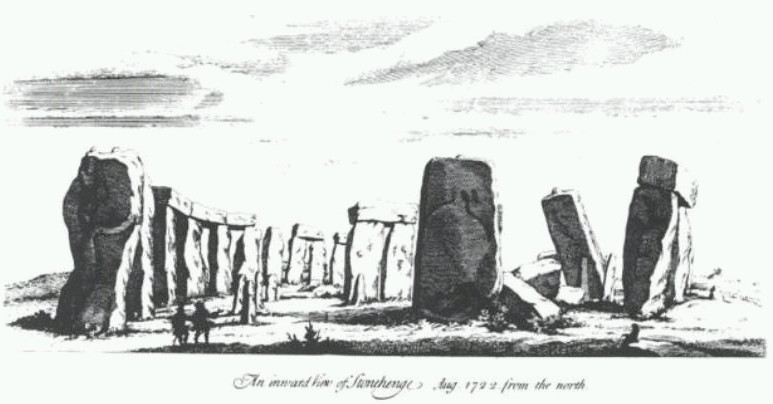
طرح ویلیام استاکلی از استون‌هنج در اوت ۱۷۲۲

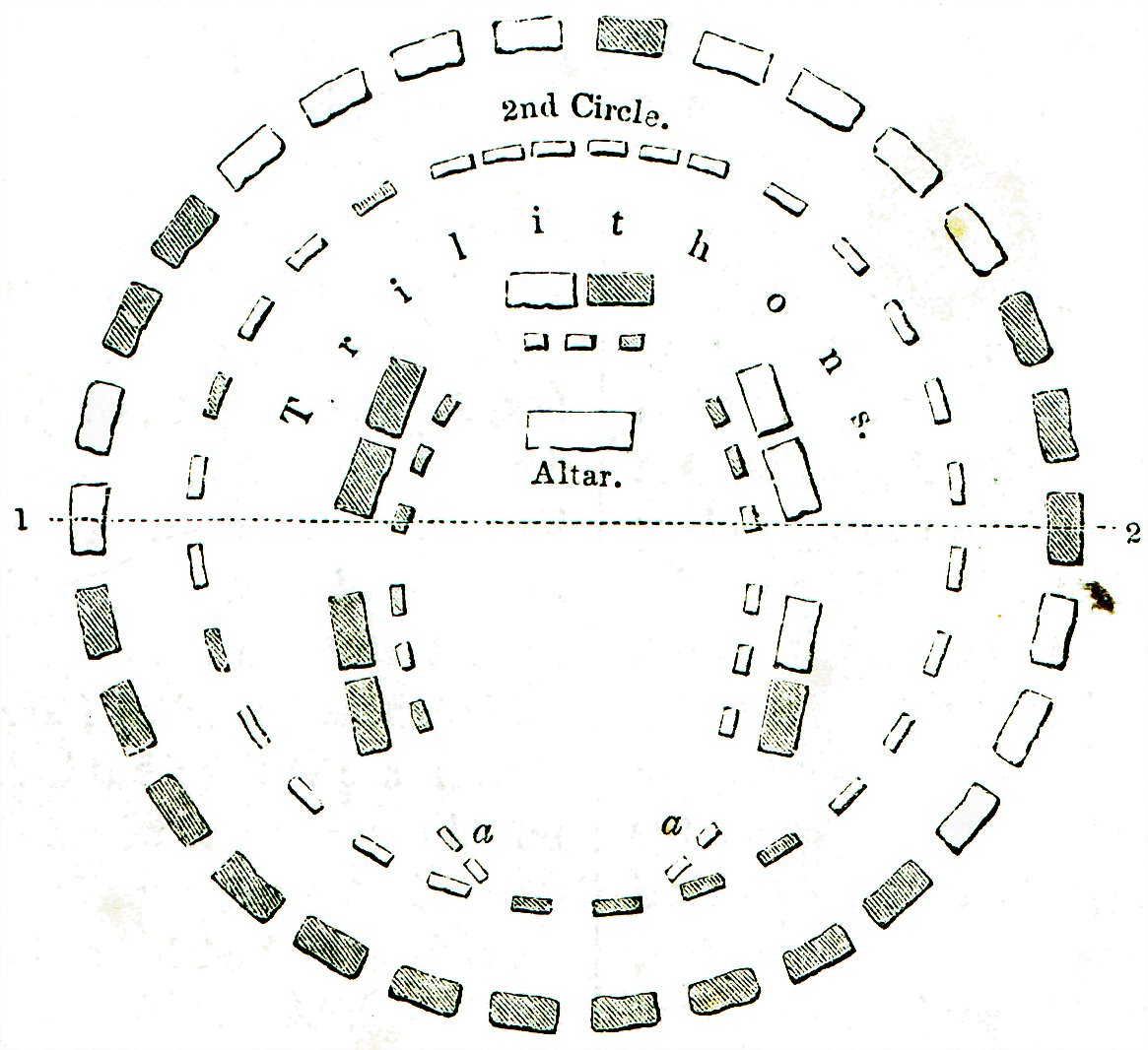
نقشهٔ بازسازی‌شده دایرهٔ داخلی استون‌هنج توسط استاکلی در دهه ۱۸۴۰. سنگ‌های سایه‌خورده در زمان تهیه کردن نقشه سرپا بوده‌اند.

پس از پایان کاوش‌های جرج باکینگهام در استون‌هنج، پادشاه انگلستان جیمز یکم به معمار و نقشه‌بردار سلطنتی‌اش اینیگو جونز فرمان داد که گزارشی در مورد استون‌هنج بنویسد. جونز در گزارشش، که با عنوان «بازیابی استون-هنج» در سال ۱۶۵۵ و پس از مرگش منتشرشد بر این باور است که استون‌هنج را رومی‌ها ساخته‌اند.
همزمان عتیقه‌شناسان، که زادهٔ اصلاحات پروتستانی بودند به نخستین پژوهش‌های جدی در استون‌هنج دست زدند.
گزارش جونز موجب شد عتیقه‌شناسانی چون والتر چارلتون و جان اوبری تلاش کنند تا نظریات او را ابطال نمایند. والتر چارلتون پزشک سلطنتی چارلز یکم انگلستان بود و پس از اعدام او در جریان جنگ‌های داخلی انگلستان به خدمت شاهِ در تبعید چارلز دوم درآمد.
چارلتون در مساعی چارلز برای بازپس‌گیری تاج‌وتخت همراه او بود و در گریز پس از شکست در نبرد ووستر، که ناامیدترین روزگار چارلز بود به همراه او در استون‌هنج توقف کرد. پس از بازگردانی پادشاهی انگلستان، چارلتون کار بر روی رساله‌ای در پاسخ به گزارش جونز را آغاز کرد و در سال ۱۶۶۳ آن را با عنوان «رقصاک غول‌آسا، یا، مشهورترین عتیقهٔ بریتانیای کبیر، که عوام آن را استون-هنج می‌خوانند…» منتشر کرد.
چارلتون در این رساله بر آن است که استون‌هنج را دانمارکی‌ها به‌عنوان مکانی برای انتخاب و تاج‌گذاری پادشاهشان ساخته‌اند. شاهد او در این ادعا مقایسه‌اش با حلقه‌های سنگی در دانمارک بود که دوست عتیقه‌شناسش اوله ورم مستند کرده بود. به باور رزمری هیل، نظریهٔ چارلتون در مورد استون‌هنج برگرفته از شرایط تاریخی بازگردانی پادشاهی انگلستان است و حاوی پیامی مبنی بر حق الهی پادشاهان و همچنین رضایت حکومت‌شوندگان از شاه جدید، چارلز دوم، است.
جان درایدن، ملک‌الشعرای انگلستان، نیز شعری به عنوان پیشگفتار بر رسالهٔ چارلتون نوشت.
همان سال جان وب، شاگرد اینیگو جونز در واکنش به رسالهٔ والتر چارلتون کتابی با عنوان «در دفاع از بازیابی استون‌هنج» نوشت. این کتاب جان اوبری، دوست عتیقه‌شناس چارلتون، را برانگیخت تا خود دست به پژوهش در مورد استون‌هنج بزند. اوبری در جریان پژوهش‌هایش آرای چارلتون را نفی کرد. او، که خود بومی ویلتشر بود برخلاف چارلتون به گزارش‌ها و نوشته‌ها بسنده نمی‌کرد و خود از نزدیک آثار باستانی را مطالعه می‌کرد. اوبری را «نخستین باستان‌شناس» می‌دانند.
در ژانویه ۱۶۴۹، اوبری به شکل اتفاقی اِیْوبِری را کشف کرد. در سال‌های آتی اوبری آثار سنگی دیگری در سراسر بریتانیا جست و آن‌ها را با استون‌هنج مرتبط دانست.
اوبری یافته‌هایش را در سال ۱۶۶۵ در «یادمان‌های بریتانیایی» به ثبت رساند. وی در این کتاب با نمایش یادمان‌های باستانی سنگی در سراسر جزایر بریتانیا نشان داد که استون‌هنج اثری یگانه نیست. به گفتهٔ او:
قلمرو رومی‌ها هیچ‌گاه به ایرلند و اسکاتلند نرسید، پس مجموع این آثار را رومی‌ها نساخته‌اند. قلمرو دانمارکی‌ها هرگز به ولز نرسید، پس دانمارکی‌ها آنان را نساخته‌اند. این یادمان‌ها همه یک شیوه از زبره‌کاری را در خود دارند؛ بنابراین به نظر من آنها را بریتانیایی‌ها ساخته‌اند، و معابد دروئید‌ها بوده‌اند.— یادمان‌های بریتانیایی
دروئیدها پیشه‌ورانی والاتبار در میان اقوام سلت بودند که در یادداشت‌های ژولیوس سزار به آن‌ها اشاره شده. امروزه باستان‌شناسان عمر استون‌هنج را دو هزار سال قدیمی‌تر از دروئیدها می‌دانند و هر گونه مناسبت بین دروئیدها و استون‌هنج را رد می‌کنند بااین‌حال اوبری نخستین کسی بود که گفت استون‌هنج سازه‌ای بریتانیایی و مربوط به دوره‌ایست که بعدها پیشاتاریخ خوانده شد. اوبری از کارکرد استون‌هنج مطمئن نبود.
در سال ۱۶۶۵، اوبری از طریق چارلتون «یادمان‌های بریتانیایی» را به چارلز دوم تقدیم کرد. چارلز اثر را پسندید و اوبری را تشویق کرد که هر چه سریع‌تر آن را چاپ کند. بااین‌حال اوبری اثرش را آمادهٔ چاپ نمی‌دانست و تا زمان مرگش در ۱۶۹۷ آن را ویراست و مطالبی به آن افزود.
یادمان‌های بریتانیایی تا سال ۱۹۸۲ میلادی به چاپ نرسید. با این‌حال آرای او در مورد دروئیدی بودن استون‌هنج را عتیقه‌شناسان دیگر (از جمله آیلت سمز) با اسطوره‌ها آمیختند و مشهور کردند. تامس تنر نیز در نسخهٔ ۱۶۹۵ تاریخ بریتانیکای ویلیام کامدن با ترکیب نظریات اوبری و جونز، استون‌هنج را اثری دروئیدی-رومی می‌داند.
خواندن اثر منتشرنشدهٔ اوبری، ویلیام استاکلی را به پژوهش و کاوش در استون‌هنج برانگیخت. استاکلی در حلقه‌های علمی زمان فردی بانفوذ بود. او همچنین نخستین کسی بود که استون‌هنج را با روش علمی مطالعه می‌کرد و نظریه‌ای جامع در مورد آن ارائه می‌داد. پژوهش‌های استاکلی نقش مهمی در شناخت استون‌هنج داشت و آثار او هنوز محل رجوع باستان‌شناسان است. نتیجهٔ کاوش‌های پنج سالهٔ استاکلی در مورد استون‌هنج در سال ۱۷۴۰ در کتاب استون‌هنج منتشر شد. انتشار این کتاب استون‌هنج را به موضوعی محبوب در پژوهش‌های علمی تبدیل کرد و در مقصد گردشگران قرار داد، به‌طوریکه فروش راهنماهای سفر به استون‌هنج پس از چاپ استون‌هنج رونق گرفت.
مانند چارلتون و اوبری، استاکلی مشتاق بود تا نظریهٔ جونز مبنی بر رومی بودن استون‌هنج را رد کند. به گفتهٔ او از آنجا که ابعاد سنگ‌های استون‌هنج مضرب صحیحی از واحدهای اندازه‌گیری رومی نیست، استون‌هنج نمی‌تواند سازه‌ای رومی باشد. استاکلی تخمین می‌زند که استون‌هنج «مدت اندکی پس از حملهٔ کمبوجیه به مصر» (۵۲۵ پ. م) برافراشته شده‌است.
استاکلی کشف کرد که ابعاد استون‌هنج مضرب واحدی معادل حدوداً ۲۰٫۸ اینچ (۵۲٫۸۳ سانتی‌متر) است. او نام این واحد را «ذرع دروئیدی» گذاشت. او همچنین نام تریلیتان (سه‌سنگ) را بر سازه‌های استون‌هنج گذارد و مسیرهایی خاکی بیرون دایرهٔ سنگی را (که به باور او میدان مسابقه بودند) کشف کرد و نام کورسوس را بر آن‌ها نهاد.
ویلیام کانینگتون و سِر ریچارد هور هم نتیجهٔ کاوش‌هایشان را در ۱۸۱۲ کتاب تاریخ باستانی ویلتشر به چاپ رساندند. این اثر نیز بر دروئیدی بودن استون‌هنج تأکید داشت.

### نظریات باستان‌شناسان

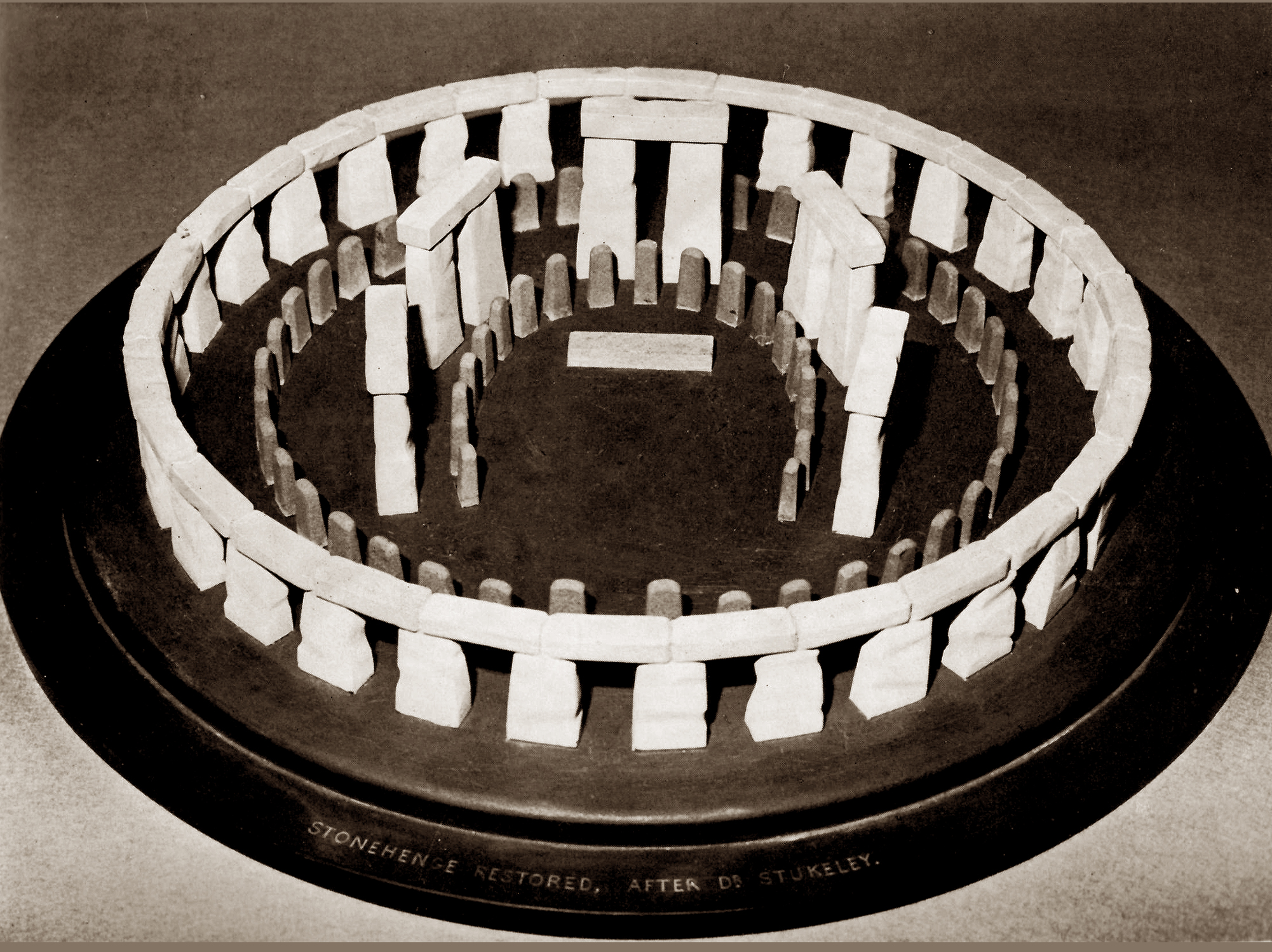
ماکتی از استون‌هنج در موزهٔ سالزبری

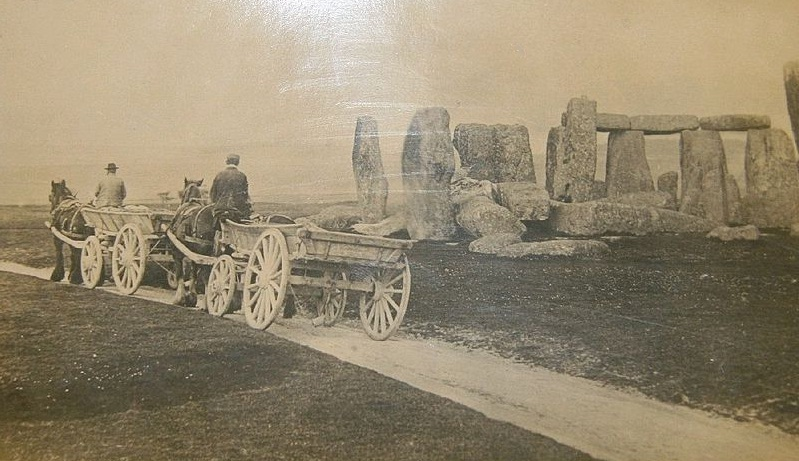
عکسی از استون‌هنج و یک گاری، حدود ۱۸۸۵

ویلیام هیول واژهٔ آرکئولوژی را در سال ۱۸۳۷ برای علم باستان‌شناسی برساخت و کاوش‌های روش‌مندانه در مصر، نینوا، و حصارلیک جایگاه این علم را را در میان علوم تجربی تقویت کرد. آرای داروین هم رویکرد به مطالعه آثار باستانی را متحول کرد و شناخت تکامل و توسعه جای توصیف را گرفت، تا جایی که آرتور ایوانز در سخنرانی‌ای در سال ۱۸۸۹ در آکسفورد استون‌هنج را «گونه‌ای زنده» توصیف می‌کند و تلاش دارد رویان‌شناسی آن را از گورهای دالانی اولیه پی بگیرد. در دههٔ ۱۸۲۰ کریستیان یورگنسن تومسن دست‌ساخته‌های باستانی در موزهٔ سلطنتی دانمارک را در سه بخش عصر سنگ، عصر آهن، و عصر مفرغ مرتب کرد و تقسیم‌بندی سه‌گانه اعصار را بنیاد نهاد.
این سیستم گاه‌شماری اوشر بر اساس عهد عتیق را (که مبدأ آفرینش را روز ۲۲ اکتبر ۴۰۰۴ (پ.م) می‌داند) نقض می‌کند. باستان‌شناس و سیاستمدار انگلیسی لرد جان لاباک هم عصر سنگ را به دو دورهٔ پارینه‌سنگی و نوسنگی تقسیم کرد.
لاباک در مورد عمر استون‌هنج نظری نداشت و می‌گفت «عاقلانه‌تر آن است که به جهل‌مان اعتراف کنیم و وقت‌مان را با حدس زدن الکی تلف نکنیم.»
بااین‌حال لاباک باور داشت استون‌هنج «احتمالاً بسیار قدیمی‌تر از آن است که محققان می‌اندیشند» و «ممکن است حتی ۲۰٬۰۰۰ سال عمر داشته باشد.» در سال ۱۸۶۰ هم تاریخ‌نگار معماری اسکاتلندی جیمز فرگوسن در کوارترلی ریویو نوشت استون‌هنج یک معبد بودایی است که بعد از دوران تسلط رومی‌ها ساخته شده. لاباک نظریهٔ جیمز فرگوسن را مبنی بر پسارومی بودن استون‌هنج رد کرد اما احتمال ساخته‌شدن استون‌هنج تحت تأثیر مردمان آسیایی (به‌ویژه فنیقی‌ها) را ممکن دانست.
ویلیام گولند در سال ۱۹۰۱ با توجه به اینکه در کاوش‌هایش ابزار فلزی پیدا نکرده بود استون‌هنج را سازه‌ای مربوط به دوران نوسنگی دانست. در سال ۱۹۲۳ هم زمین‌شناسی به نام هربرت توماس ثابت کرد که سنگ‌های کبود از معادن تپهٔ پرسلی در ولز به دشت سالزبری آورده شده‌اند. این امر به همراه یافته‌های ویلیام هاولی در کاوش‌هایش بین سالهای ۱۹۱۹ و ۱۹۲۶ (از جمله کشف حلقه گودال‌های اوبری، ایگرگ، و زد) او را به این درک مهم رهنمون ساخت که استون‌هنج در یک تاریخ ساخته نشده و در چندین مرحله با فاصلهٔ صدها سال برپا شده. هاولی تصمیم گرفت ساخت استون‌هنج را به سه مرحله تقسیم‌بندی کند که تا به امروز نیز باقی مانده.
یافته‌های ریچارد اتکینسون و همکارانش بین سال‌های ۱۹۵۰ تا ۱۹۷۸ پایهٔ غالب پژوهش‌های امروزی در باب استون‌هنج است. اتکینسون خود به حضور مکررش در تلویزیون (رسانه‌ای نو در آن زمان) مشهور بود و در تثبیت تصویری از حرفهٔ باستان‌شناسی نقش داشت. عمدهٔ فعالیت اتکینسون و همکارانش به توسعه، بهبود و افزودن جزئیات به مدل سه‌گانهٔ هاولی گذشت. آن‌ها همچنین تصمیم گرفتند با روشی که سال قبل از آن شیمی‌دان آمریکایی ویلارد لیبای در دانشگاه شیکاگو ابداع کرده بود (تاریخ‌گذاری رادیوکربن) استون‌هنج را تاریخ‌گذاری کنند.
لیبای از روی نمونه‌هایی که برایش فرستاده بودند زمانِ ساخت استون‌هنج را ۱۸۴۸ سال پیش از میلاد (با حاشیهٔ خطای ۲۷۵ سال) تخمین زد.
در سال ۱۹۷۳ هم باستان‌شناس انگلیسی کالین رنفرو این فرضیه را ارائه کرد که استون‌هنج مرکز کنفدراسیونی از جوامع خان‌سالار عصر برنزی بوده.
در ۱۹۷۸ اتکینسون و جی.جی. ایوانز در کاوشی در سه مایلی (پنج کیلومتری) استون‌هنج به اسکلت مرد جوانی با آسیب‌دیدگی زانو برخوردند که بین سال‌های ۲۴۰۰ و ۲۱۴۰ پ.م. کشته شده بود و امروزه به کمانگیر آمسبوری معروف است.
در سال ۲۰۰۸ باستان‌شناسان بریتانیایی تیموتی دارویل و جفری وین‌رایت بر اساس شواهد یافته‌شده از قبر کمانگیر آمسبوری اظهار کردند کارکرد اصلی استون‌هنج در شفابخشی افسانه‌ای سنگ‌های کبود امید به درمان دردها و به تعویق انداختن مرگ است.
بااین‌حال تحلیل بازمانده‌های انسانی در اطرافی یادمان تفاوتی بین سلامت ساکنان اطراف استون‌هنج و دیگر نقاط بریتانیا نشان نمی‌دهد.
در دسامبر ۲۰۱۵ نیز باستان‌شناسان از کشف دو معدن سنگ در تپه‌های پرسلی در ۱۴۰ مایلی (۲۲۵ کیلومتری) استون‌هنج خبر دادند که سنگ کبود استفاده شده در حلقه داخلی استون‌هنج از آن‌ها استخراج شده‌است. تاریخ‌گذاری رادیوکربن پوسته‌های فندق و زغال‌های بازمانده از کارگران در این معدن‌ها نشان می‌دهد که سنگ‌ها حدود ۵۰۰ سال پیش از برپایی استون‌هنج استخراج شده‌اند. باستان‌شناسان بر این باورند که سنگ‌های کبود جزء سازه‌ای متقدم بوده‌اند که برچیده شده و مصالح آن برای ساخت استون‌هنج به کار رفته‌است.
بسیاری از باستان‌شناسان امروزه بر آنند که محوطهٔ استون‌هنج نقطهٔ تقاطع مرزهای پیشاتاریخی بوده و قبایلی که در هزاره‌های سوم و چهارم پ.م. در پایین‌دست‌های غربی و شرقی آن می‌زیسته‌اند آن را به عنوان مکان گردهمایی فصلی به‌کار می‌گرفتند.

### نظریات ستاره‌شناسان

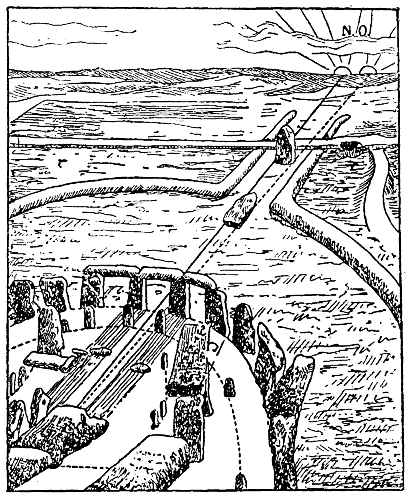
هاوکینز استون‌هنج را یک رصدخانه باستانی می‌داند.

در ۱۹۶۶ ستاره‌شناس انگلیس جرالد هاوکینز کتاب رمزگشایی از استون‌هنج منتشر کرد. به گفتهٔ هاوکینز «استون‌هنج یک رصدخانه است… که به شکلی عامدانه، دقیق، و ماهرانه میزان شده‌است.»
هاوکینز بر آن بود که استون‌هنج تقویمی نوسنگی بوده و برای پیش‌بینی خسوف و کسوف به کار می‌رفته‌است. او استون‌هنج را «کامپیوتر دورهٔ نوسنگی» می‌خواند.
کتاب هاوکینز در اوج رقابت فضایی و سه سال پیش از فرود بر ماه منتشر می‌شد و استون‌هنج را بهنگام و مدرن نشان می‌داد.
هاوکینز حدس می‌زند افرادی که استون‌هنج و جاهای دیگر را ساخته‌اند، دانسته‌های ریاضی لازم برای پیش‌گویی بسیاری از وقایع آسمانی را به‌دست آورده بودند.
بنابر این نظریه‌ها، ۵۶ گودالِ حلقهٔ اوبری مرتبط است با ۵۶ روز اختلاف بین هر پنج سال قمری با پنج سال شمسی، یا ۵۹ گودال حلقه‌های ایگرگ و زد با تعداد روزها در دو ماه قمری مرتبط است یا ۱۹ سنگ کبود در اطراف مجموعهٔ نعل‌اسبی شکل با ۱۹ سال دوره متونی مرتبط است و قس علی‌هذا.
اغلب باستان‌شناسان در برابر نظریات ستاره‌شناسان دربارهٔ استون‌هنج مقاومت کردند و با آن‌ها مخالف بودند.
نشریهٔ باستان‌شناسی انتیکویتی از فرد هویل خواست بین باستان‌شناسان و ستاره‌شناسان حَکَم باشد. هویل بعد از بررسی مدارک نوشت «غیرممکن است مردمی ناآگاه از ستاره‌شناسی سنگ‌های استون‌هنج را جای‌گذاری کرده باشند.» بااین‌حال کلایو راگلز نظریات ستاره‌شناسانه دربارهٔ استون‌هنج را «تلاش برای بازسازی گذشته در تصویر خود» و «سوار کردن دانش خود بر سنگ‌های پیشاتاریخی» می‌داند و می‌گوید هیچ مدرک قانع‌کننده‌ای برای اینکه سازندگان استون‌هنج تعمداً آن را با ستارگان مطابقت داده‌اند وجود ندارد.
در ۱۹۷۷ جان میچل کتاب رموز سنگ‌ها: داستان باستان‌اخترشناسی را چاپ کرد و در آن مناقشهٔ دانشمندان بر سر استون‌هنج را بررسی کرد. این مباحثه‌ها از اساسی‌ترین عوامل بنیان‌گذاری دانش باستان‌اخترشناسی است. امروزه تفسیرهای ستاره‌شناسانهٔ استون‌هنج با وجود بی‌دقتی‌هایی که دارد هنوز هم محبوب مانده‌اند.
در مارس ۲۰۲۲ پژوهشی به سرپرستی تیموتی داویل از دانشگاه بورنموث به این نتیجه رسیدند که احتمالا استون‌هنج یک تقویم خورشیدی است که با الهام از فرهنگ مصر باستان ساخته شده‌است. برای مصریان باستان از تقویم خورشیدی، روش رسمی آنها برای تعیین روز و ماه سال بوده‌است. شکل و ترتیب قرارگیری سنگ‌های استون‌هنج می‌تواند نشانگر ترتیب روزها و هفته‌ها و ماه‌های سال باشد.

### نظریات معماران

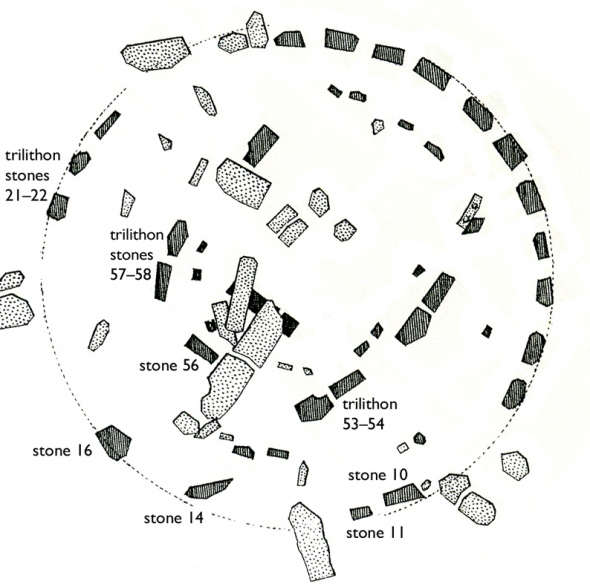
بخشی از نقشهٔ جان وود از استون‌هنج

در اوایل سده هفدهم، معمار انگلیسی اینیگو جونز بر آن بود که استون‌هنج سازه‌ای رومی است و آن را جلوه‌ای ایده‌آل و افلاطونی از معماری می‌دانست. جونز، که شیفتهٔ شیوه‌های معماری ایتالیایی و تحت تأثیر نوشته‌های معمار رومی ویتروویوس بود باور داشت تنها تمدنی که توان برپا کردن چنین سازه‌ای را دارد تمدن رومی است.
در سال ۱۷۴۷، هفت سال پس از چاپ استون‌هنج استاکلی، جان وودِ معمار کتابی با عنوان سرود گاوهای وحشی، عواماً مدعو به استون‌هنج، در دشت سالزبری: تعریف، بازیابی، و توضیح. منتشر کرد و در آن با نقشه‌هایی دقیق اجزای استون‌هنج را بررسی کرد. به باور وود، استون‌هنج مکانی مقدس برای برگزاری آیین‌های پگانیسم بوده‌است.
از آنجا که بین وود و استاکلی خصومتی برقرار بود استاکلی به کتاب وود شدیداً حمله کرد و او را متهم به دزدی ادبی از کتاب خودش کرد. کتاب وود از سوی اغلب عتیقه‌شناسان و باستان‌شناسان نادیده گرفته شده و تابه‌امروز تجدید چاپ نشده‌است. وود همچنین خیابان سیرکوس در شهر باث را با الهام از استون‌هنج طراحی کرد.
تاریخ‌نگار معماری اسپیرو کوستوف نیز می‌گوید معنای اصلی استون‌هنج در آیین‌های مذهبی نهفته‌است. به گفتهٔ او پیچیدگی جزئیات این سازه که در طی هزاران سال شکل گرفته نمی‌تواند تنها برای سازمان دادن به مسائل پیش پا افتاده و روزمره باشد.
کوستوف می‌گوید استون‌هنج نشانی است از ارادهٔ تمدن‌ساز جوامع انسانی و نشان‌گر همبستگی آن‌ها برای انجام اعمال بزرگ. به گفتهٔ او استون‌هنج نمونه کاملی است از آنچه که مکان عمومی تصویر می‌کند؛ محیطی برای آیین‌هایی که هر کاربر را به چیزی بیشتر از خود او و زندگی روزانه‌اش متصل می‌کند و به او حس تعلق به چیزی را می‌بخشد.

## مرمت‌ها در استون‌هنج

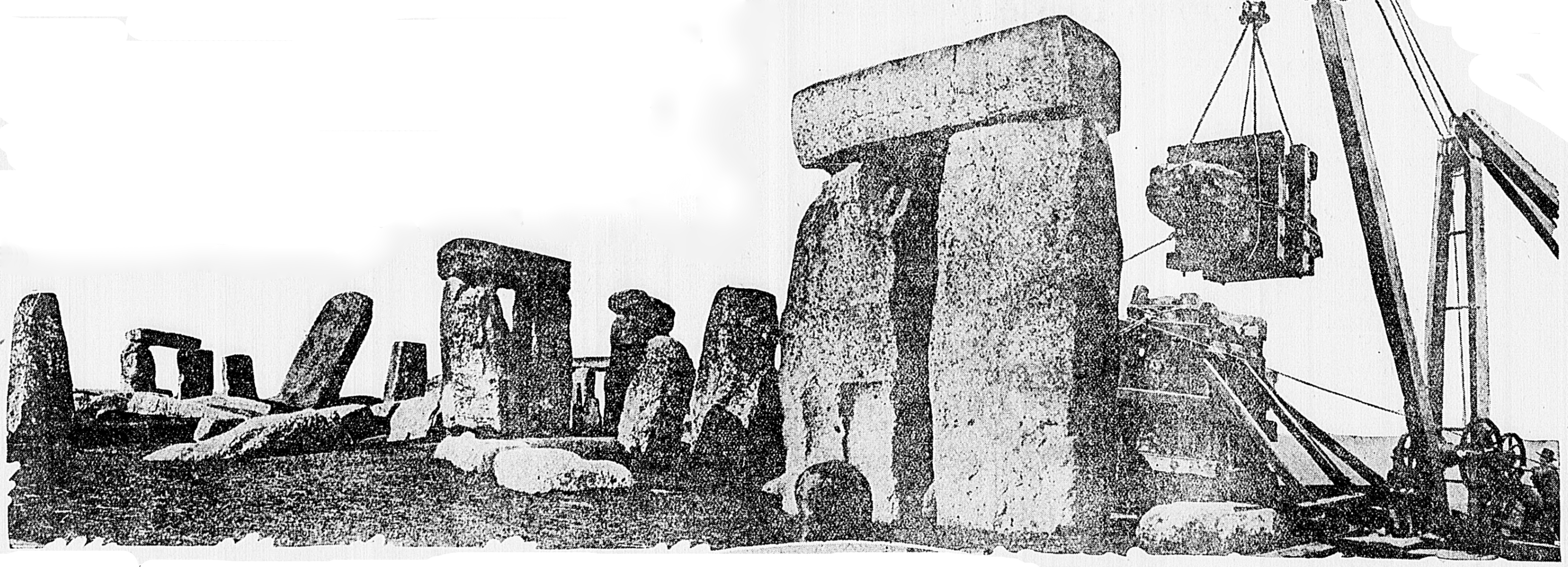
تصویری از بازسازی استون‌هنج در دههٔ ۱۹۲۰

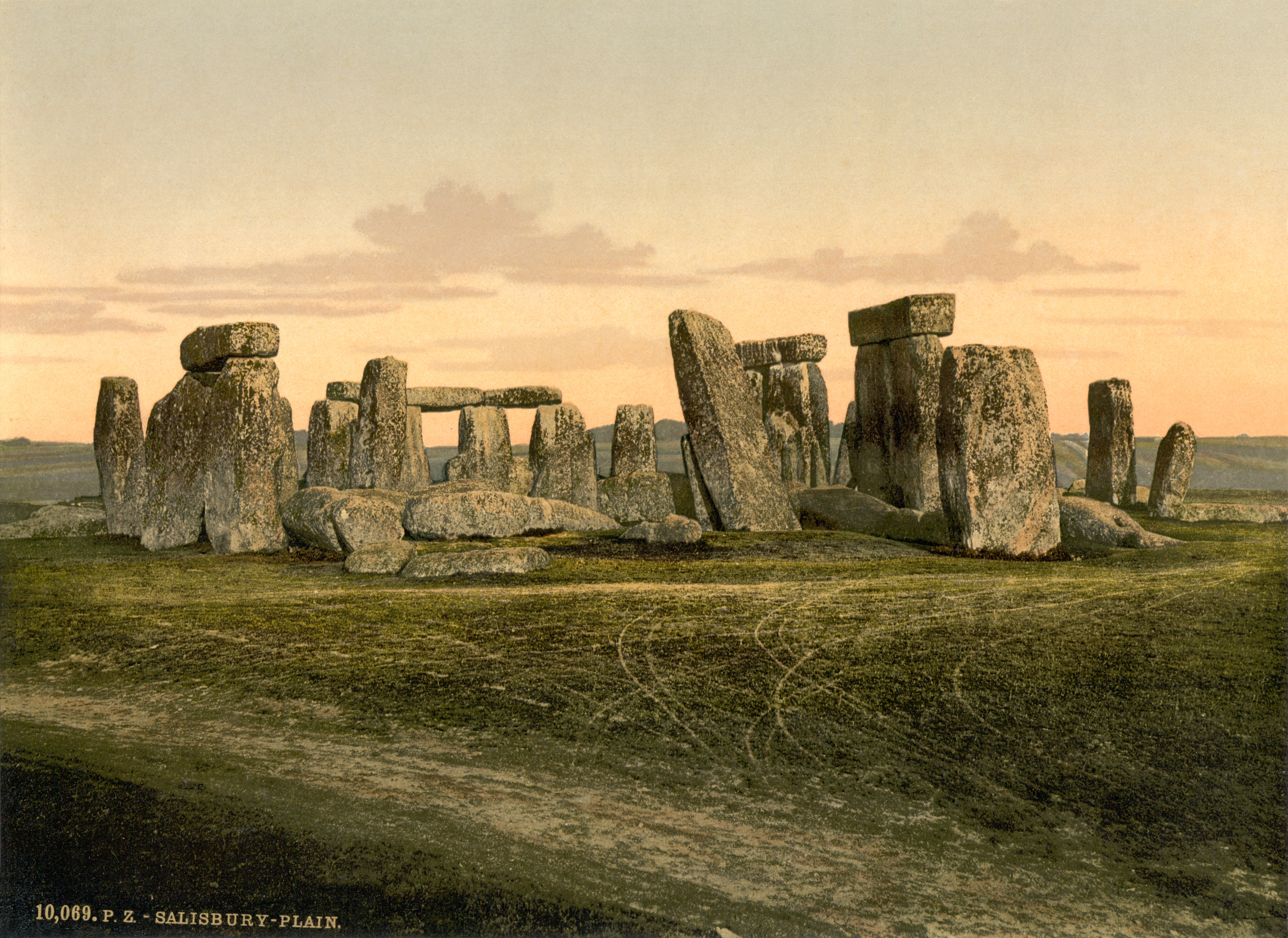
تصویری از استون‌هنج در ۱۸۹۵

تا اواخر نوزدهم، استون‌هنج ویرانه‌ای افسرده و فراموش‌شده بود چنان‌که جان لاباک آن را «روسیاهیِ ملی» خواند. بسیاری از سنگ‌های کبود و سارسِن آن را عمدتاً در دوره‌های رومی و قرون وسطایی بریتانیا سرنگون کرده، شکسته، یا برده بودند. محوطهٔ یادمان نیز از کشیدن سنگ‌ها و کاوش (به اشکال و اهداف مختلف) به‌شدت آسیب دیده بود.
استون‌هنجی که امروزه پذیرای گردشگران است تا حد زیادی محصول بازسازی آن در سده بیستم است. گستردگی مرمت‌ها در استون‌هنج در حدی است که برایان ادواردزِ تاریخ‌شناس استون‌هنج را «سازهٔ مدرن سده بیستمی» می‌داند که «صنعت میراث آن را از نو ساخته‌است.» تنها هفت سنگ از ۲۵ سنگ که امروز ایستاده‌اند خود در جای اصلیشان مانده‌اند، باقی آنها در سده بیستم برپا شده‌اند و بیشترشان شالوده‌ای بتنی دارند. دو تا از سنگ‌های کبود هم با بتن مستحکم شده‌اند و هفت تای دیگر هر یک به گونه‌ای جابه‌جا شده‌اند. سنگ ۶۰ کاملاً با بتن سده‌بیستمی پر شده و تعداد زیادی از دیگر سنگ‌های هم با بتن ترمیم شده‌اند. از تیرها نیز فقط دو تا در جای اصلی خود مانده‌اند.
نخستین تلاش‌ها برای مرمت در استون‌هنج را خود مالک حریم استون‌هنج، سر ادموند آنتروباس، و معمارش جان جنکینز کول در سال ۱۸۸۱ انجام دادند.
در سال ۱۹۰۱ ویلیام گولند سنگ شمارهٔ ۵۶ را با ستون‌های چوبی ایستاند تا دور آن سنگ‌ها را کاوش کند. این عمل اثر چشمگیری بر نمای استون‌هنج داشت چرا که این سنگ بلندترین سنگ ایستادهٔ استون‌هنج است. جای اصلی سنگ ۵۶ حدود نیم متر دورتر از جای امروزی آن بوده.
بااین‌حال بیشتر بازسازی‌ها در استون‌هنج را بیست سال بعد سرهنگ هاولی همزمان با کاوش‌هایش انجام داد. گستردگی این بازسازی‌ها به گونه‌ای بود که کریستوفر چیپیندیل آن را «نابودی نصف استون‌هنج» می‌خواند. در اواخر دههٔ ۱۹۵۰ نیز سه سنگ از سنگ‌های افتاده برپا شدند و با شالودهٔ بتنی استحکام یافتند. آخرین بازسازی‌ها در استون‌هنج سال ۱۹۶۴ میلادی انجام شد و از آن زمان سنگ‌های آن دیگر جابه‌جا نشده‌اند.
در ۹ ژانویهٔ ۲۰۰۱ دیلی میل در تیتر اول خود نوشت: «بزک کردن یواشکی استون‌هنج: چگونه [استون‌هنج] در سده گذشته دوباره ساخته شده و با بتن محکم شد.» تیتر آن روز دیلی میرر هم «استون‌هنج در سال ۱۹۰۱ ساخته شده» بود. در بیانیهٔ رسمی میراث انگلستان دربارهٔ مرمت‌ها در استون‌هنج، که در یازدهم ژانویهٔ ۲۰۰۱ صادرشد آمده‌است:
برخلاف برخی گزارش‌های خبری، استون‌هنجی که امروزه مردم می‌بینند یک اثر «تقلبی» ساخته‌شده در قرن بیستم نیست. میراث انگلستان هرگز تلاشی در راستای پنهان کردن این واقعیت که در قرن گذشته مرمت‌هایی گسترده در استون‌هنج انجام شده نکرده‌است… ولی این مرمت‌ها صرفاً برای حفظ ایستادگی سازه و امنیت بازدیدکنندگان بوده‌است.— 

## محافظت از استون‌هنج و مالکیت آن

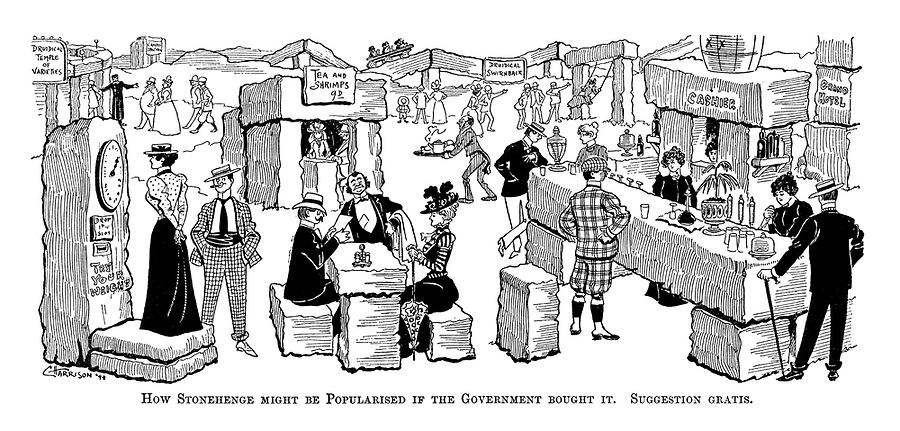
کارتونی اثر چارلز هریسون در مجله پانچ در ۳۰ اوت ۱۸۹۹. شرح کارتون: «چگونگی پر کردن استون‌هنج در صورت خرید آن از سوی دولت. نصیحتِ مجانی.»

در جریان اصلاحات پروتستانی، قطعهٔ زمین حریم استون‌هنج به تصرف مالکی خصوصی درآمد و تا سدهٔ بیستم میلادی ملک شخصی ماند.
در سده نوزدهم گردشگری در استون‌هنج رو به فزونی نهاد. بسیاری از بازدیدکنندگان تکه‌سنگی را به عنوان یادبود با خود می‌بردند یا روی خرسنگ‌ها یادگاری می‌نوشتند.
در سال ۱۸۴۷ هم خط راه‌آهن به دشت سالزبری رسید و در سال ۱۸۵۷ با اتصال آن به خط سراسری، سفر یک روزه از لندن به استون‌هنج ممکن شد.
همچنین در ۱۸۸۶ شرکت راه‌آهن لندن و جنوب غربی طرح خط راه‌آهنی را پیشنهاد کرد که مستقیماً از وسط کورسوس‌های استون‌هنج می‌گذشت. این طرح اجرایی نشد ولی ده سال بعد هم خط ریلی دیگری در نزدیکی استون‌هنج در دست طراحی بود.
در ۱۸۷۲ نیز لاباک تلگرافی دریافت کرد مبنی بر اینکه بخشی از محوطهٔ استون‌هنج به منظور خانه‌سازی فروخته شده‌است. لاباک، که نمایندهٔ لیبرال میدستون در پارلمان بود به‌شدت نگران تأثیر مخرب گردشگران و صنایع بر استون‌هنج بود. وی در سال ۱۸۷۳ لایحه‌ای را با نام «محافظت از یادمان‌های ملی» در پارلمان مطرح کرد. این طرح رای نیاورد. لاباک در شش سال آتی هر سال این لایحه را در پارلمان مطرح کرد و هر بار شکست خود. در یکی از این مجالس، لاباک متن کامل هفت مشعل معماری (اثر دوستش جان راسکین) را برای نمایندگان خواند. با این حال محافظه‌کاران به رهبری بنجامین دیزرائیلی پیشنهادهای لاباک را تهدیدی برای حقوق مالک می‌دانستند. در نهایت در ۱۸۸۲ و با پیروزی لیبرال‌ها به رهبری ویلیام اوارت گلدستون در انتخابات، لایحه محافظت از یادمان‌های باستانی تصویب شد. نشنال تراست نیز در سال ۱۸۹۵ دایر شد و نبردی حقوقی بین دولت و سِر ادموند بر سر محافظت از استون‌هنج درگرفت.
با مرگ سر ادموند در آوریل ۱۸۹۹ محوطهٔ استون‌هنج به پسرش (که او هم سر ادموند نام داشت) رسید. سر ادموندِ پسر برای فروش استون‌هنج ۱۲۵٬۰۰۰ پوند طلب کرد که رئیس خزانهٔ بریتانیا آن را «مطلقاً غیرممکن» خواند. شایعاتی مبنی بر فروش استون‌هنج به یک «میلیونر آمریکایی» نیز بر سر زبان‌ها بود.
سر ادموندِ پسر خود تنها یک پسر داشت که وی در ۱۹۱۵ در دومین نبرد ایپر کشته شد. خود سر ادموندِ پسر هم هفت ماه بعد درگذشت و املاک بلاوارثش تجزیه و به مزایده گذاشته شد. استون‌هنج و محوطهٔ بلافاصله‌اش را مردی اهل سالزبری به نام سسیل چاب به قیمت ۶٬۶۰۰ پوند خرید.
در نهایت در اکتبر ۱۹۱۸ چاب بر آن شد که استون‌هنج را «به ملتش هدیه کند.» در جشنی که به این مناسبت برگزار شده بود چاب اسناد استون‌هنج را به کمیسیون کار و بناهای عمومی سپرد.
امروزه استون‌هنج و محوطهٔ اطرافش یکی از آثار ثبت‌شده در میراث جهانی یونسکو است استون‌هنج در مالکیت تاج‌وتخت بریتانیا است و مدیریت آن را مؤسسهٔ میراث انگلستان بر عهده دارد. مالکیت محوطه‌های اطراف استون‌هنج نیز بر عهدهٔ مؤسسهٔ نشنال تراست است.

## ثبت در یونسکو و گردشگری

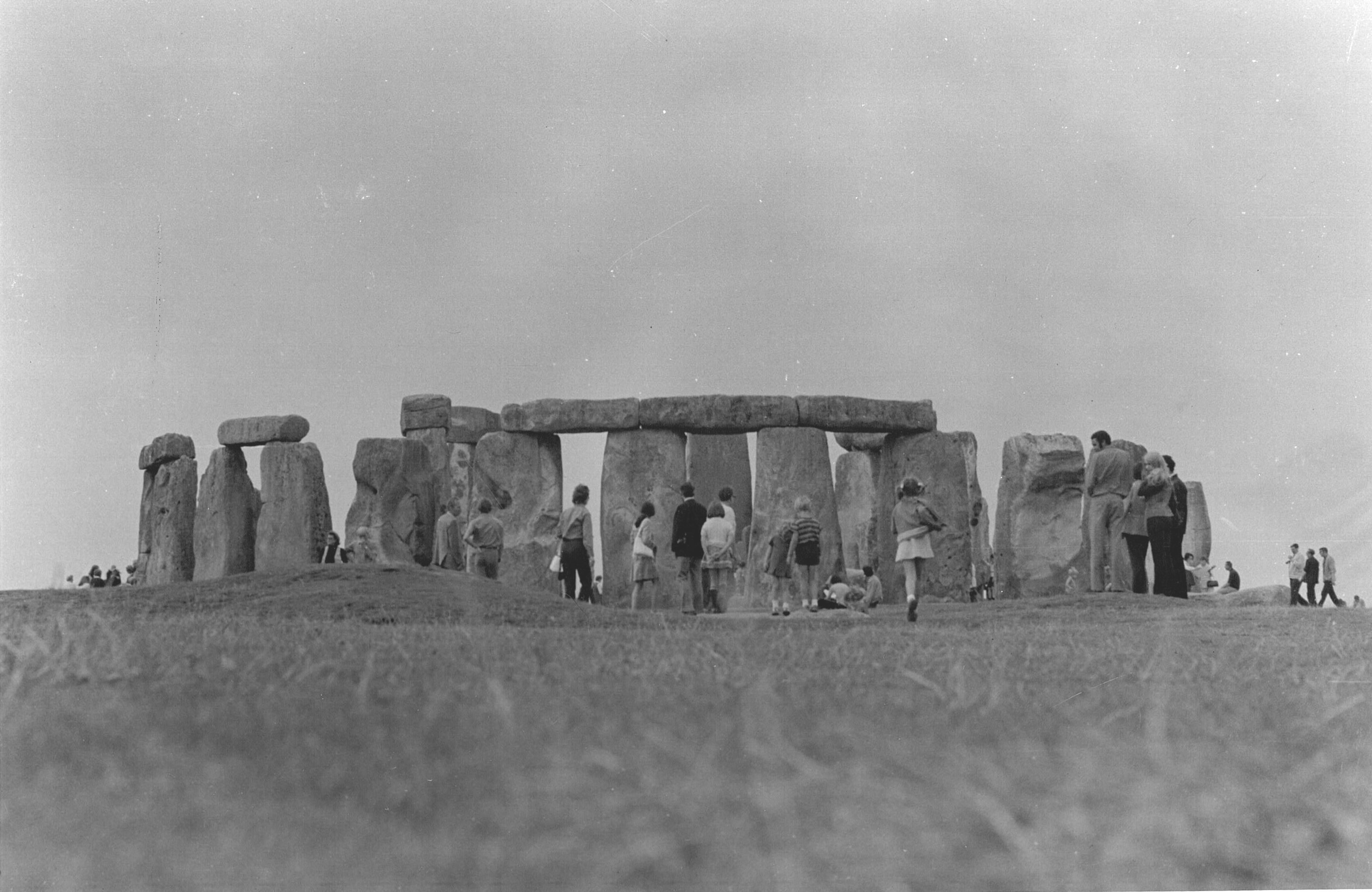
بازدیدکنندگان استون‌هنج در سال ۱۹۷۱، پیش از اعمال محدودیت‌های دسترسی

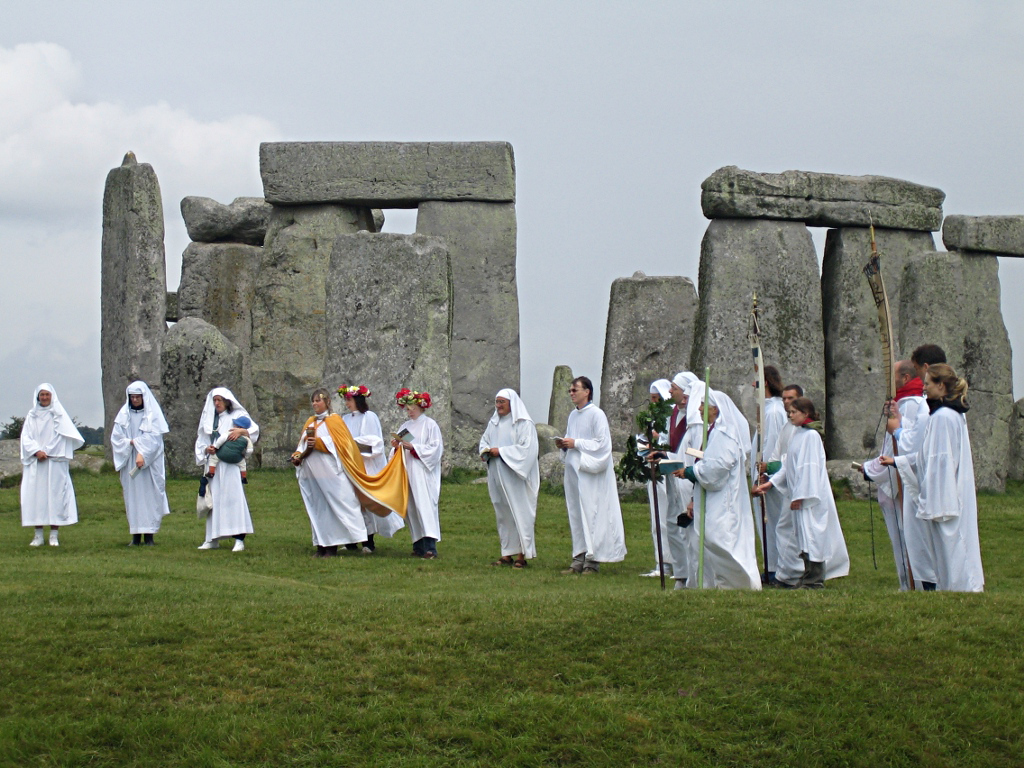
دروئیدگرایان هر ساله انقلاب تابستانی را در استون‌هنج جشن می‌گیرند.

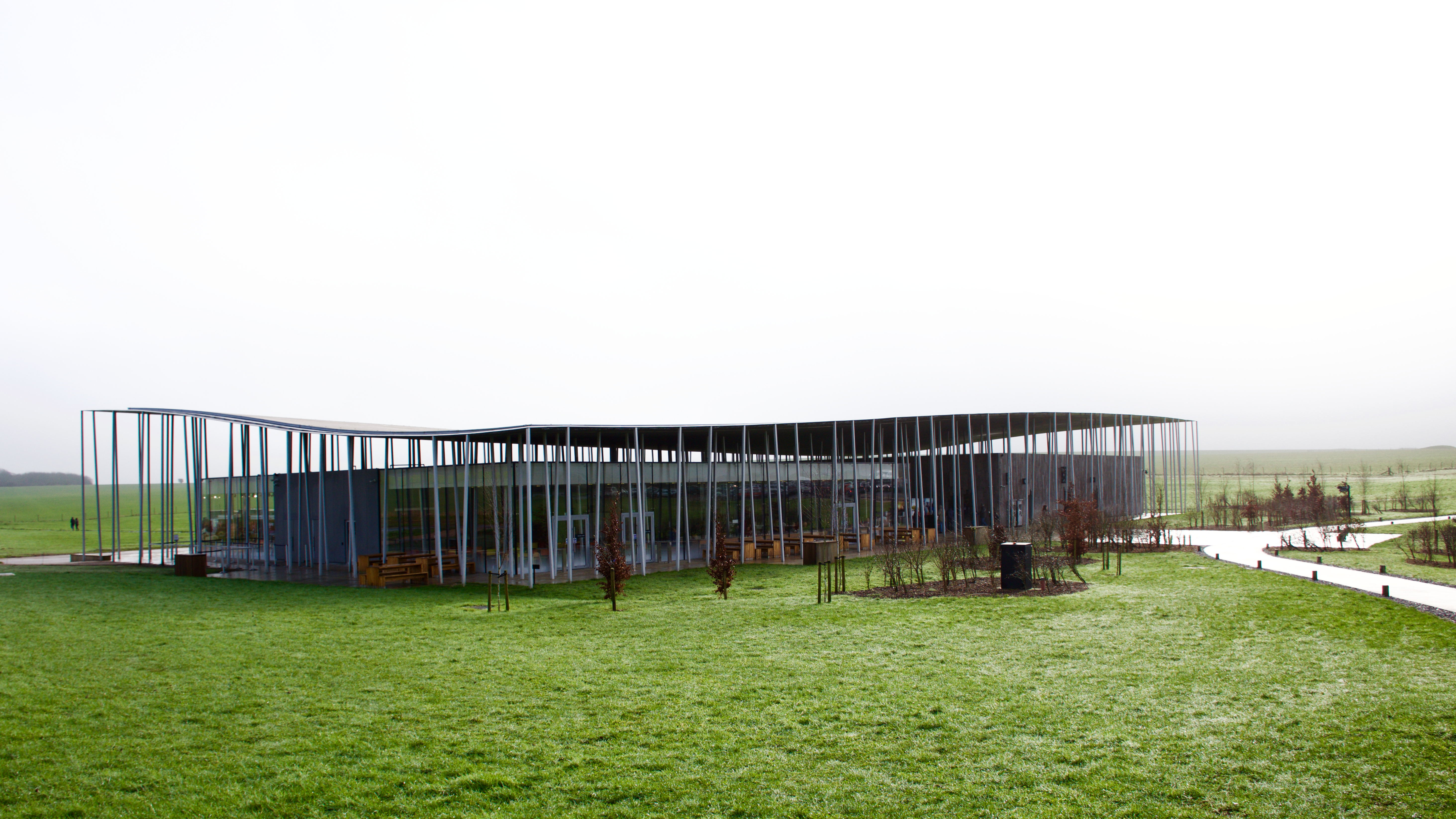
مرکز گردشگران در استون‌هنج

در سده بیستم تعداد بازدیدکنندگانی که با خودروی شخصی به استون‌هنج می‌آمدند و در محوطهٔ آن پارک می‌کردند رو به فزونی نهاد. در سال ۱۹۶۸ یک پارکینگ، تأسیسات رفاهی جدید برای بازدیدکنندگان، و یک زیرگذر از جادهٔ A344 (که با افزایش حجم ترافیکی گذر از آن برای گردشگران خطرناک شده بود) ساخته شد.
در ۱۹۸۴ گروه مطالعهٔ استون‌هنج تشکیل شد و در سال ۱۹۸۶، یونسکو استون‌هنج و محوطهٔ اطرافش را در فهرست میراث جهانی یونسکو ثبت کرد.
پیشنهاد اولیه تنها مبنی بر ثبت جهانی یادمان استون‌هنج می‌شد اما یونسکو اصرار داشت استون‌هنج و محوطه‌اش روی هم به عنوان میراث جهانی ثبت شود.
مخالفت دولت بریتانیا در رابطهٔ جادهٔ پرتردد A303 بود که در محوطهٔ پیشنهادی یونسکو قرار داشت. در نهایت دولت بریتانیا در دسامبر ۱۹۹۹ با ثبت جمعی استون‌هنج و محوطه‌اش موافقت کرد. در سال ۲۰۱۳ جادهٔ A344 مسدود شد و روی آن را چمن کاشتند.
در دسامبر همان سال مرکز گردشگری جدیدی با طراحی گروه دنتون کورکر مارشال در استون‌هنج افتتاح شد. امروزه استون‌هنج یکی از شناخته‌شده‌ترین سازه‌های پیشاتاریخی جهان و پذیرای سالانه بیش از یک میلیون گردشگر است. در بعضی فهرست‌های دو سده اخیر، استون‌هنج را در فهرست‌های عجایب جهان (به‌سبک عجایب هفت‌گانهٔ باستان) آورده‌اند.
هزاران نفر در بیست و یکم ژوئن (سی و یکم خردادماه) هر سال در استون‌هنج گرد هم می‌آیند تا انقلاب تابستانی یا طولانی‌ترین روز سال را جشن بگیرند. برگزاری این آیین، که پیشینه‌ای بیش از یک سده دارد، در سال ۱۹۸۵ پس از درگیری خشونت‌بار برگزارکنندگان فستیوال آزاد استون‌هنج با پلیس ویلتشر (موسوم به نبرد بینفیلد) ممنوع و از سال ۲۰۰۰ از سر گرفته شد. در سال ۲۰۱۴ حدود ۳۷٬۰۰۰ نفر در این رویداد حضور یافتند.
همچنین دروئیدگرایان، پیروان معنویتی منسوب به پگانیسم مدرن که در سال ۱۷۸۱ بنیان شده‌است استون‌هنج را پرستشگاه خود می‌دانند؛ بااین‌حال مناسبتی بین دروئیدهای اصلی و استون‌هنج اثبات نشده‌است.

## استون‌هنج در ادبیات و هنر

### استون‌هنج در ادبیات

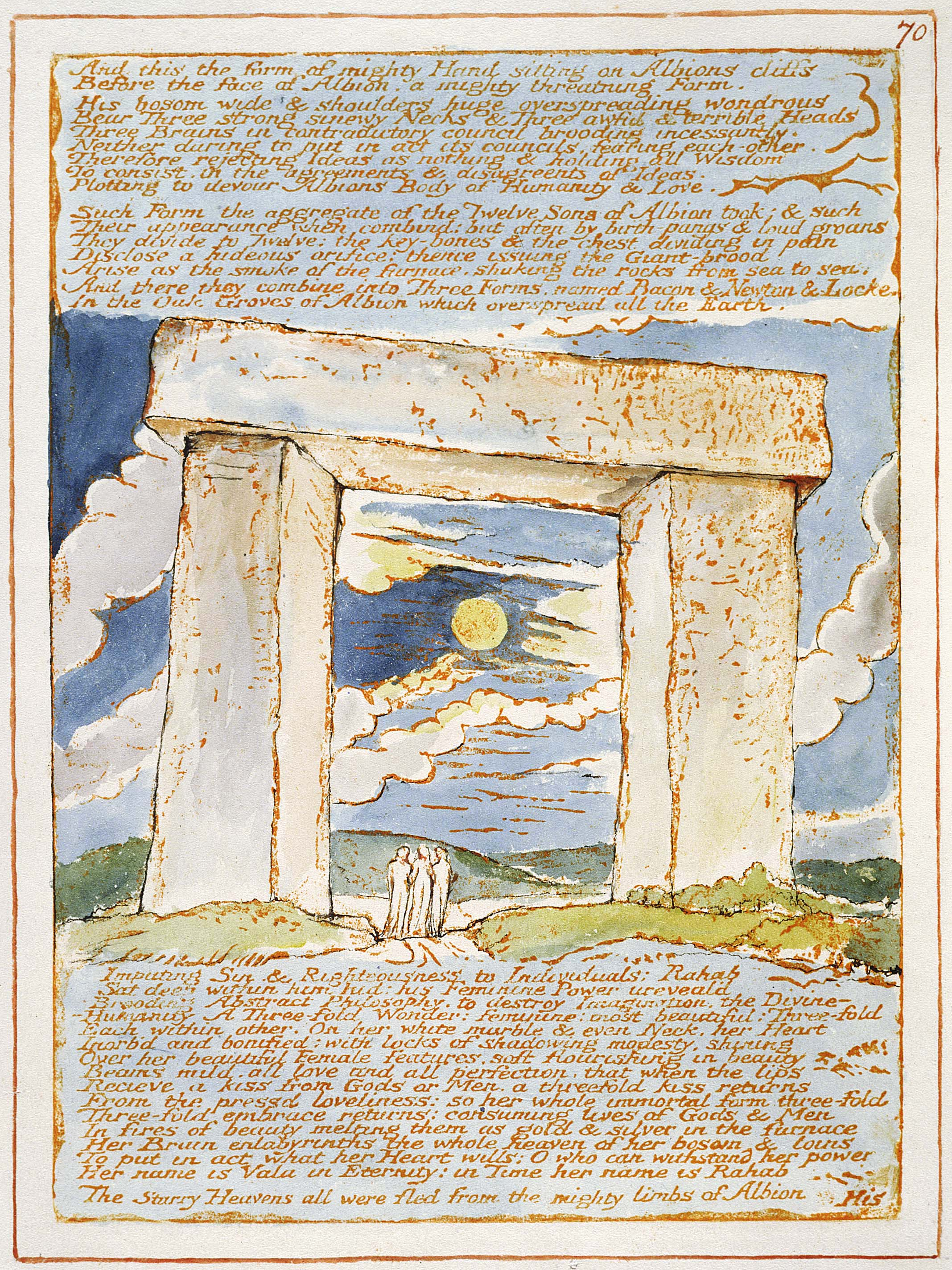
در اورشلیم، شعر بلند ویلیام بلیک، استون‌هنج حضوری قدرتمند، مرده، و شیطانی دارد.

در بزنگاه جنبش رمانتیسم، استون‌هنج (که تا آن زمان نامش با نام دروئیدها گره خورده بود) جایگاه ویژه‌ای در ذهن نویسندگان و هنرمندان پیدا کرد. رمانتیک‌ها، که علیه هنجارهای عصر روشنگری قیام کرده بودند استون‌هنج را مکانی خوفناک، تاریک، و شیطانی می‌دانستند و در آثار خود آن را به عنوان نمادی از تاریخ پایدار، ظالمانه، و خشونت‌باری که بر فردیت و «اکنون» سایه انداخته‌است به کار می‌بردند.

در اوت ۱۷۹۳ و با اعلان جنگ بریتانیا به فرانسه شاعر انگلیسی ویلیام وردزورث، که هوادار فرانسهٔ انقلابی بود و از اقدامات ضد لیبرال دولت ویلیام پیت جوان‌تر سرخورده شده بود به دشت سالزبری نقل مکان کرد. در آنجا وردزورث شعر مشهورش را با عنوان شبی در دشت سالزبری سرود. این شعر روایتگری زنی است که همسرش در جنگ مرده و کودکانش از گرسنگی. مدتی بعد نیز وردزورث منظومهٔ بلندتری سرود با عنوان ماجراهای دشت سالزبری. در هر دو اثر استون‌هنج زمینهٔ مهیب و مخوف روایت شعری را شکل می‌دهد.
در سال ۱۸۰۳ شاعر و نقاش انگلیسی ویلیام بلیک به جرم شورش، زدوخورد با یک سرباز امپراتوری، و توهین به تاج‌وتخت دستگیر شد. در جریان محاکمه‌ای که پس از آن آمد، بلیک کار بر روی کتاب پیامبرانهٔ اورشلیم، تجلی آلبیون غول را آغاز کرد. در این کتاب صدصفحه‌ای که شعر و نقاشی در آن درهم تنیده شده‌اند، بلیک همچون وردزورث با استفاده از گذشتهٔ باستانی در مورد بریتانیای نوین و بی‌عدالتی‌های آن سخن می‌گوید.
در اورشلیم استون‌هنج، یا به توصیف بلیک «معبد ظالمانهٔ دروئیدی»، نماد خشونت و گذشته‌ای از بریتانیا است که اکنونِ آن را عذاب می‌دهد. بلیک می‌نویسد:
| ... دنیایی شگفت‌انگیز و سنگی از سرنوشتی بی رحم             |  | 6 a wondrous rocky World of cruel destiny                                |
| سنگ بر سنگ افراشته تا ستارگان: کشیده از تیری تا تیری دیگر |  | 7 Rocks piled on rocks reaching the stars: stretching from pole to pole. |
| سازه خود آیین طبیعی است و قربان‌گاه‌هایش اخلاقیات طبیعی     |  | 8 The Building is Natural Religion & its Altars Natural Morality.        |
| سازه‌ای از مرگ لایزال: که ابعادش یاس لایزالند.             |  | 9 A building of eternal death: whose proportions are eternal despair.    |

در ۱۸۱۴ و اوج جنگ‌های ناپلئونی، رمان‌نویس رمانتیک انگلیسی فنی برنی، که با ژنرالی فرانسوی ازدواج کرده و به موجب جنگ‌های ناپلئونی ده سالی مجبور به سکونت در فرانسه شده بود آخرین رمانش آواره؛ یا، دشواری‌های زنانه را منتشر کرد. در این رمان سِر جسپر، نجیب‌زاده‌ای پیر، قهرمان داستان ژولیت را به استون‌هنج می‌کشاند. ژولیت استون‌هنج را «ویرانه‌ای ضخیم» توصیف می‌کند که «عظیم است و شگفت، اما ناخوشایند و خوفناک.» این «یادمان زمخت روزگاران کهنه» در اثر برنی نمادی است از نرینگی و خشونتی که بر قامت آسیب‌پذیر قهرمان زن داستان سایه می‌اندازد.    استون‌هنج در رمان تس از خانواده دوربرویل اثر توماس هاردی (۱۸۹۱) هم حضوری مهم دارد. در اوج این داستان شخصیت اصلی، که معشوقش را کشته و به استون‌هنج پناه آورده، استون‌هنج را «چنگی غول‌آسا با تنها یک سیم» و «تنها و ملول» توصیف می‌کند.
رمان جاهای پنهان قلب اثر اچ. جی. ولز حول محور بازدیدی از استون‌هنج می‌گردد که در آن پسرک داستان نسبت به استون‌هنج بی‌تفاوت است و ترجیح می‌دهد از اتوموبیل‌ها بازدید کند. به نوشتهٔ ولز «سنگ‌های قدیمی برای او فقط سنگ‌ها قدیمی هستند، ولی موتورها خدایند.»

### استون‌هنج در موسیقی

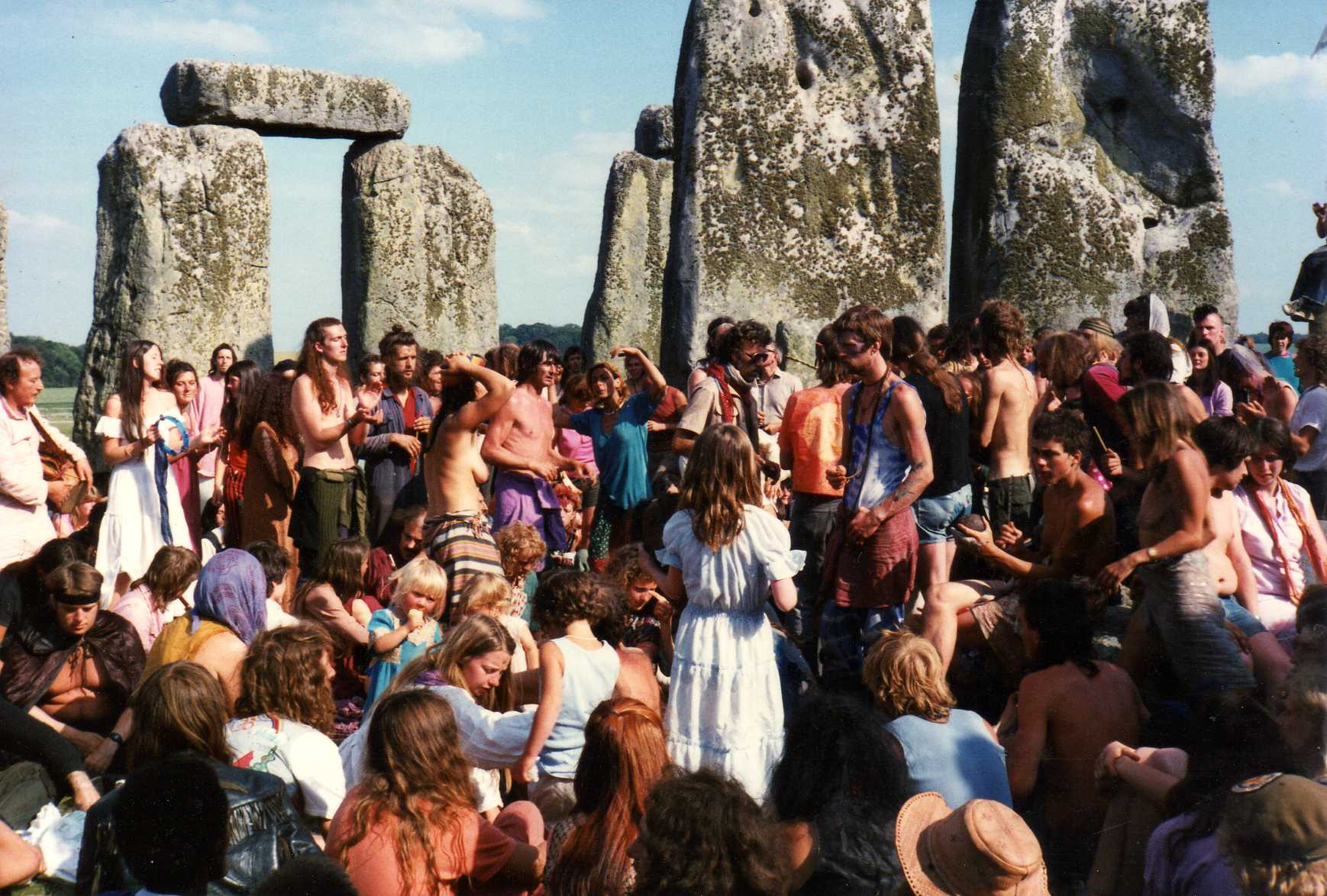
فستیوال آزاد استون‌هنج در ۱۹۸۴

در آلبوم تولد دوبارهٔ (۱۹۸۳) گروه هوی متال بلک سبث آهنگی هست به نام استون‌هنج. اعضای گروه تصمیم گرفتند صحنهٔ اجرا برای تور این آلبوم را بر اساس سنگ‌های استون‌هنج طراحی کنند.
به گفتهٔ ایان گیلان، گریزلر باتلر، نوازندهٔ گیتار باس گروه، که استون‌هنج را از نزدیک ندیده بود به طراحان صحنه گفته بود از ابعاد واقعی استون هنج استفاده کنند. در نهایت صحنهٔ طراحی‌شده هنگام اجرا بر اعضای گروه سایه می‌انداخت و ایشان را کوچک جلوه می‌داد و برای جابه‌جاییش به سه کانتینر نیاز بود.
راب راینر در شبه‌مستند این اسپینال تپ است (۱۹۸۴) با این اتفاق شوخی می‌کند.
استون‌هنج در پس‌زمینهٔ موزیک‌ویدئوی آهنگ کمک! گروه بیتلز نیز دیده می‌شود.
یک گروه پراگرسیو متال مجارستانی هم استون‌هنج نام داشت.
همچنین بین سال‌های ۱۹۷۴ و ۱۹۸۴ فستیوال آزاد استون‌هنج در استون‌هنج برگزار می‌شد.

## سال‌شمار

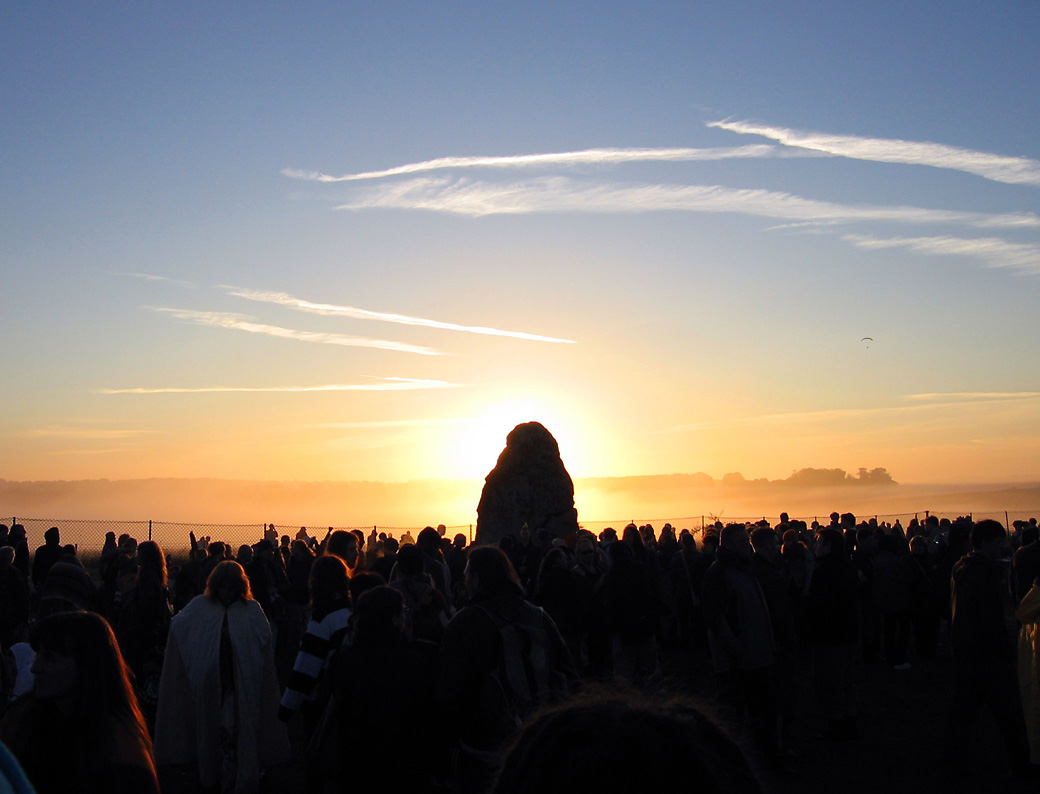
طلوع خورشید از فراز سنگ هیل استون‌هنج در روز انقلاب تابستانی (سی و یکم خردادماه)

- حدود ۷۰۰۰ (پ.م) — مردمان عصر میان سنگی نخستین مقبره‌های سنگی و پشته‌های مخصوص دفن اجساد را در غرب اروپا و جزیرهٔ بریتانیا می‌سازند. سازه‌های چوبی در نزدیکی محوطهٔ استون‌هنج خبر از اهمیت آیینی این منطقه دارد.[۵]
- حدود ۳۱۰۰ (پ.م) — استون‌هنج یک: حلقه‌ای از گودال‌ها در خاک محوطه کنده می‌شود. سنگ هیل و سنگ‌های جلوس در جای خود مستقر می‌شوند.[۱۳۶]
- حدود ۲۶۴۰ (پ.م) تا ۲۴۸۰ (پ.م) — استون‌هنج دو: کورسوس‌ها ساخته می‌شوند. ساختار اولیه سازه را حلقه‌ای دوگانه از سنگ‌های کبود مشخص می‌کند.[۵]
- حدود ۲۴۷۰ (پ.م) تا ۲۲۸۰ (پ.م) — ساخت استون‌هنج سه آغاز می‌شود. سه‌سنگ‌هایی از جنس سنگ سارسِن در استون‌هنج برافراشته می‌گردد.[۱۶]
- حدود ۱۵۰۰ (پ.م) — حلقه‌های ایگرگ و زد کنده می‌شوند. ساخت‌وسازها در استون‌هنج پایان می‌یابد.[۱۰]
- ۱۱۳۶ — جفری مانموث در افسانهٔ شاه آرتور از استون‌هنج یاد می‌کند.[۳۶]
- ۱۶۲۰ — جرج باکینگهام به دستور جیمز یکم، پادشاه انگلستان نخستین کاوش باستان‌شناسی در استون‌هنج را انجام می‌دهد. اینیگو جونز گزارشی از این کاوش می‌نویسد.[۶۱]
- ۱۷۳۰ — ویلیام استاکلی نقشه‌ای کلی از استون‌هنج و یادمان‌های اطراف آن برمی‌دارد.[۶۲]
- ۱۹۱۸ — استون‌هنج تحت مالکیت ملی درمی‌آید.[۴۹]
- ۱۹۷۰ — ریچارد اتکینسون با بهره‌گیری از تاریخ‌گذاری رادیوکربن پیشینهٔ استون‌هنج را بازبینی می‌کند.[۷۱]
- ۱۹۸۵ — بین برگزارکنندگان فستیوال آزاد استون‌هنج و پلیس ویلتشر درگیری‌ای موسم به نبرد بینفیلد روی می‌دهد.[۵۹]

### فهرست منابع
- Atkinson, R.J.C. (1956). Stonehenge. H. Hamilton. Retrieved 2018-08-19.
- Aubrey, J.; Fowles, J. (1980). Monumenta Britannica: or, A miscellany of British antiquities. Monumenta Britannica. Dorset Pub. Co. ISBN 978-0-902129-50-4. Retrieved 2018-08-18.
- Barber, Martyn (2014). Restoring' stonehenge 1881-1939. London: English Heritage. ISBN 1-84802-347-2. OCLC 922386457.
- Blake, William (1804). Jerusalem. The Emanation of the Giant Albion/Plate 66. Wikisource, the free online library. Retrieved 2018-07-20.
- Brewer, E.C. (2019). Brewer's Dictionary of Phrase and Fable (20th edition). Quercus. ISBN 978-1-4736-7636-7. Retrieved 2018-08-22.
- Carrington, H. (2006). The Seven Wonders of the World: Ancient, Medieval and Modern. Kessinger Publishing. ISBN 978-1-4286-0361-5. Retrieved 2018-08-22.
- Ching, F.D.K.; Jarzombek, M.M.; Prakash, V. (2011). A Global History of Architecture. CourseSmart. Wiley. ISBN 978-0-470-90248-6. Retrieved 2018-08-18.
- D, J.J.M.B.P.; McBride, J.J. (2009). The Man and a Boy: Teach Me to Be. iUniverse. ISBN 978-1-4401-2680-2. Retrieved 2018-08-18.
- Daw, Timothy (2013-03-03). "How Many Stones Are There At Stonehenge?". www.Sarsen.org. Retrieved 2018-08-25.
- Emerson, R.W. (1880). Works of Ralph Waldo Emerson …. Works of Ralph Waldo Emerson. Houghton, Osgood. Retrieved 2018-08-16.
- Evans, A. (1888). Stonehenge. Retrieved 2018-08-18.
- Field, David; Pearson, Trevor (2010). STONEHENGE WORLD HERITAGE SITE LANDSCAPE PROJECT STONEHENGE, AMESBURY, WILTSHIRE ARCHAEOLOGICAL SURVEY REPORT (PDF). English Heritage. ISSN 1749-8775. Archived from the original (PDF) on 6 April 2016. Retrieved 2018-08-27.
- Hallett, Emma (2014-06-20). "The battle scars of Stonehenge". BBC News. Retrieved 2018-08-14.{{cite web}}:  نگهداری یادکرد:تاریخ و سال (link)
- Hawkins, Gerald S. (1964). "Stonehenge: A Neolithic Computer". Nature. Springer Nature. 202 (4939): 1258–1261. doi:10.1038/2021258a0. ISSN 0028-0836.
- Hawkins, Gerald S. (1966). Stonehenge decoded. New York: Barnes & Noble. ISBN 978-0-88029-147-7.
- Haycock, D.B. (2002). William Stukeley: Science, Religion, and Archaeology in Eighteenth-century England. Boydell Press. ISBN 978-0-85115-864-8. Retrieved 2018-08-18.
- Hill, R. (2010). Stonehenge. Wonders of the world. Profile. ISBN 978-1-84765-075-7. Retrieved 2018-08-18.
- Jenkins, Simon (2006-12-01). "Simon Jenkins: Not a fortress, or a temple, or a calendar. Stonehenge was a hospital". the Guardian. Retrieved 2018-08-14.{{cite web}}:  نگهداری یادکرد:تاریخ و سال (link)
- Kostof, Spiro (1995). A history of architecture: settings and rituals. New York: Oxford University Press. ISBN 978-0-19-508378-1. {{cite book}}: Check |first= value (help)
- Lot, F. (2015). The Island of Avalon: Volume 1. Lulu.com. ISBN 978-1-326-28003-1. Retrieved 2018-08-14.
- MASKELYNE, T. STORY (1907). "The "Friar's Heel" or "Sun Stone. "". Nature. Springer Nature. 76 (1980): 588–588. doi:10.1038/076588b0. ISSN 0028-0836.
- May, Andrew (2013-11-12). "Scientific Discoveries in Victorian Times". Synonym. Retrieved 2018-08-12.{{cite web}}:  نگهداری یادکرد:تاریخ و سال (link)
- Parker Pearson, Mike (2018-06-28). "Stonehenge - History, Location, Map, & Facts". Encyclopedia Britannica. Retrieved 2018-08-19.{{cite web}}:  نگهداری یادکرد:تاریخ و سال (link)
- Pitts, Michael W.; Howard, Hilary; Bartlett, Alister; David, Andrew (1982). "On the Road to Stonehenge: Report on Investigations beside the A344 in 1968, 1979 and 1980". Proceedings of the Prehistoric Society. Cambridge University Press (CUP). 48: 75–132. doi:10.1017/s0079497x00008392. ISSN 0079-497X.
- Rennell, T. (2014). The Last Days of Glory: The Death of Queen Victoria. St. Martin's Press. ISBN 978-1-4668-7481-7. Retrieved 2018-08-12.
- Ruggles, Clive (1997). "Astronomy and Stonehenge" (PDF). PROCEEDINGS-BRITISH ACADEMY. OXFORD UNIVERSITY PRESS INC. 92. Archived from the original (PDF) on 15 August 2018. Retrieved 15 August 2018.
- Stukeley, W. Stonehenge, A Temple Restor'd to the British Druids. Forgotten Books. ISBN 978-1-60506-427-7. Retrieved 2018-08-14.
- Wood, J. (1747). Choir Gaure, Vulgarly Called Stonehenge, on Salisbury Plain: Described, Restored, and Explained, in a Letter to the Right Honourable Edward Late Earl of Oxford, and Earl Mortimer. Printed at the Theatre … , and sold by C. Hitch in Pater-Noster-Row ; and S. Birt in Ave-Mary-Lane, London ; by J. Leake in Bath ; and by B. Collins in Salisbury. Retrieved 2018-08-14.
- "Chisels once given at Stonehenge". BBC NEWS. 2008-05-22. Retrieved 2018-08-12.{{cite web}}:  نگهداری یادکرد:تاریخ و سال (link)
- "A Brief Introduction to Archaeoastronomy". TerpConnect. 2012. Retrieved 2018-08-13.
- "History of Stonehenge". English Heritage. 2015-08-26. Retrieved 2018-08-14.{{cite web}}:  نگهداری یادکرد:تاریخ و سال (link)
- "Summer solstice 2017: Crowds gather at Stonehenge on the longest (and hottest) day of the year". The Telegraph. 2017-06-21. Archived from the original on 16 March 2018. Retrieved 2018-03-15.{{cite web}}:  نگهداری یادکرد:تاریخ و سال (link)
- "Glorious sunrise for Summer solstice". BBC News. 2014-06-21. Retrieved 2018-08-14.{{cite web}}:  نگهداری یادکرد:تاریخ و سال (link)
- Charleton (1663). "Chorea gigantum,, or,, The most famous antiquity of Great-Britain, vulgarly called Stone-Heng, standing on Salisbury Plain, restored to the Danes; / by Walter Charleton, Dr. in Physic, and physician in ordinary to His Majesty". Princeton University Library Catalog. Retrieved 2018-08-14.
- "Stonehenge - Romantic Circles". Romantic Circles | A refereed scholarly Website devoted to the study of Romantic-period literature and culture. 2009-04-10. Archived from the original on 24 July 2018. Retrieved 2018-08-14.{{cite web}}:  نگهداری یادکرد:تاریخ و سال (link)
- "1985: Hippies clash with police at Stonehenge". BBC ON THIS DAY. 1985-06-01. Retrieved 2018-08-14.{{cite web}}:  نگهداری یادکرد:تاریخ و سال (link)
- "11th January 2001". English Heritage declares Stonehenge 'is not a fake' · salisburyandstonehenge.net. 2001-01-11. Archived from the original on 7 May 2021. Retrieved 2018-08-21.
- "Stonehenge road closes permanently". BBC News. 2013-06-24. Retrieved 2018-08-20.
- "Stonehenge Visitor Centre by Denton Corker Marshall opens tomorrow". Dezeen. 2013-12-17. Retrieved 2018-08-20.
- "Visiting Stonehenge 2". Beyondships Cruise Destinations. Retrieved 2018-08-25.
- "The Stones of Stonehenge". The Stones of Stonehenge. 2015-02-03. Retrieved 2018-08-25.

- کامینگ، ویوین (۲۹ ژوئیه ۲۰۱۷). «استون‌هنج، بنایی که رازهایش تمامی ندارد». بی‌بی‌سی فارسی. دریافت‌شده در ۱۴ اوت ۲۰۱۸.
- دیویس، دیک؛ هنرمند، سعید (۲۰۱۲). «مسئله منابع فردوسی» (PDF). مجله ایران‌شناسی. تهران: ۹۲. دریافت‌شده در ۲۲ آوریل ۲۰۱۸.